# Nuremberga
Nuremberga (português europeu) ou Nurembergue (português brasileiro)  (em alemão Nürnberg, AFI: [ˈnʏʁnˌbɛʁk], ouvirⓘ; também conhecida no Brasil pela forma em francês/inglês, Nuremberg) é uma cidade independente (kreisfreie Stadt) alemã, situada ao norte do estado da Baviera na região administrativa (Regierungsbezirk) da Média Francónia. Nuremberga é a maior cidade da região histórica Francônia com aproximadamente meio milhão de habitantes, tendo sua área metropolitana cerca de 1 milhão e 17 mil habitantes.
A cidade em conjunto com as cidades vizinhas Fürth, Erlangen e Schwabach formam o centro econômico e cultural do norte da Baviera, denominado de Região Metropolitana de Nuremberga desde 2005.
Apesar da enorme destruição da cidade durante a Segunda Guerra Mundial, a maioria das construções medievais foram reconstruídas a partir de planos originais existentes desde a Idade Média. Até hoje o centro histórico é rodeado pela antiga muralha com uma extensão de 4 km. Albrecht Dürer passou a maior parte da sua vida em Nuremberga, sendo sua antiga residência (Albrecht-Dürer-Haus) um museu com exposições sobre sua vida.
A cidade, porém, também é conhecida por ter sido a localização de inúmeros comícios do Partido Nazi (as Reuniões de Nuremberg), assim como pelos Julgamentos de Nuremberga, após a Segunda Guerra Mundial, nos quais foram sentenciados os criminosos de guerra da Alemanha Nazi.

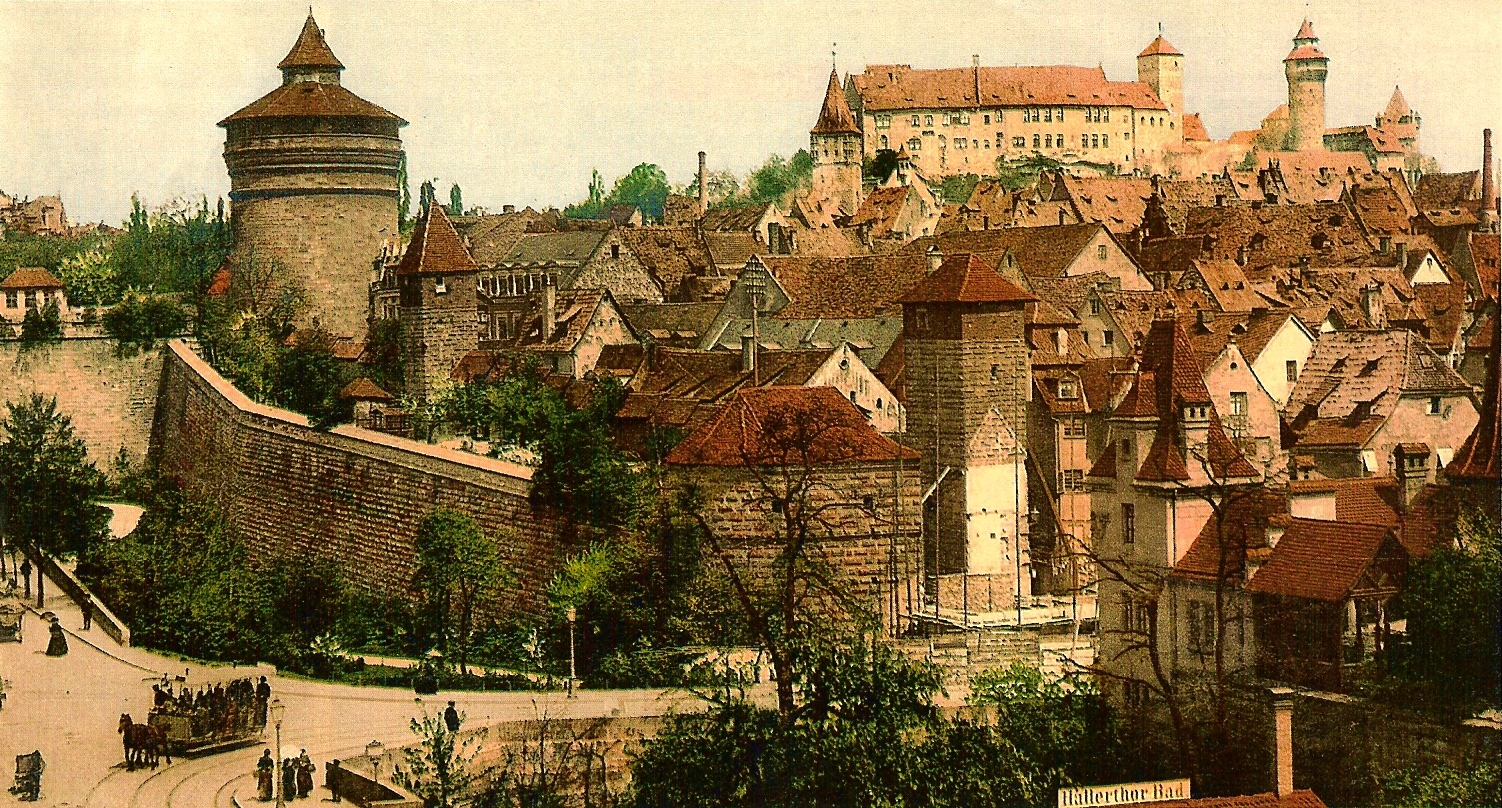
Nuremberga e o castelo imperial em 1895.

## Geografia

### Dados gerais

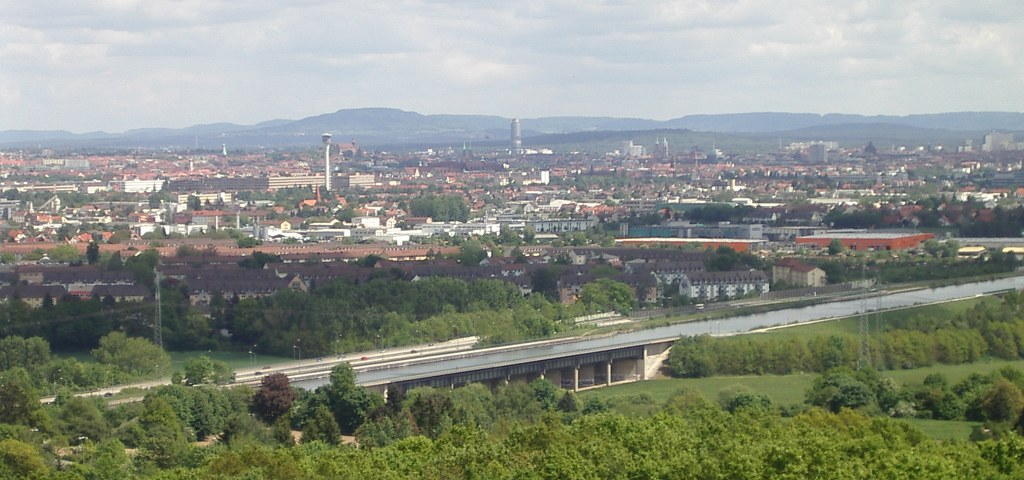
Vista de Nuremberga e Fürth, além do canal Meno-Danúbio (Main-Donau-Kanal) passando por uma ponte.

Nuremberga com uma área de 186,4 km² é limitada ao oeste por Fürth e Zirndorf, e ao sudeste por Stein e Oberasbach. Ao norte encontra-se a "Terra do Alho" (Knoblauchsland), a maior área de horticultura da Baviera responsável pelo fornecimento de verduras e frutas para Nuremberga e sua região metropolitana. As florestas Seebalder Reichswald e Lorenzer Reichswald localizadas ao nordeste, respectivamente ao leste da cidade, forneciam madeira à antiga cidade imperial no passado. Hoje em dia as florestas estão sob proteção ambiental, sendo área de recreação e de lazer.
Nuremberga localiza-se a 170 km ao norte de Munique e a 65 km ao sul de Bamberg.
A cidade é circundada por várias serras de média altura: Ao norte localiza-se a serra Parque Natural Suíço-Francônio (Naturpark Fränkische Schweiz), ao leste a serra Jura Francônio (Fränkische Alb) e ao sudoeste a região dos Lagos Francônios (Fränkische Seenplatte).

### Geologia
A cidade situa-se na assim chamada "Bacia de Nuremberga" (Nürnberger Becken)  de superfície bastante plana, formada por arenito originário do triássico superior. Esta superfície é intercalada por montanhas baixas, formados pela erosão. Consequentemente o solo da área urbana é formado principalmente por arenito, fato que influencia o tipo de vegetação e a agricultura existente.
A elevação mais alta da cidade com 60 m, é a montanha sob a qual encontra-se o castelo imperial, chamado de Burgberg. A Bacia de Nuremberga está delimitada a leste pela serra Jura Francônio.

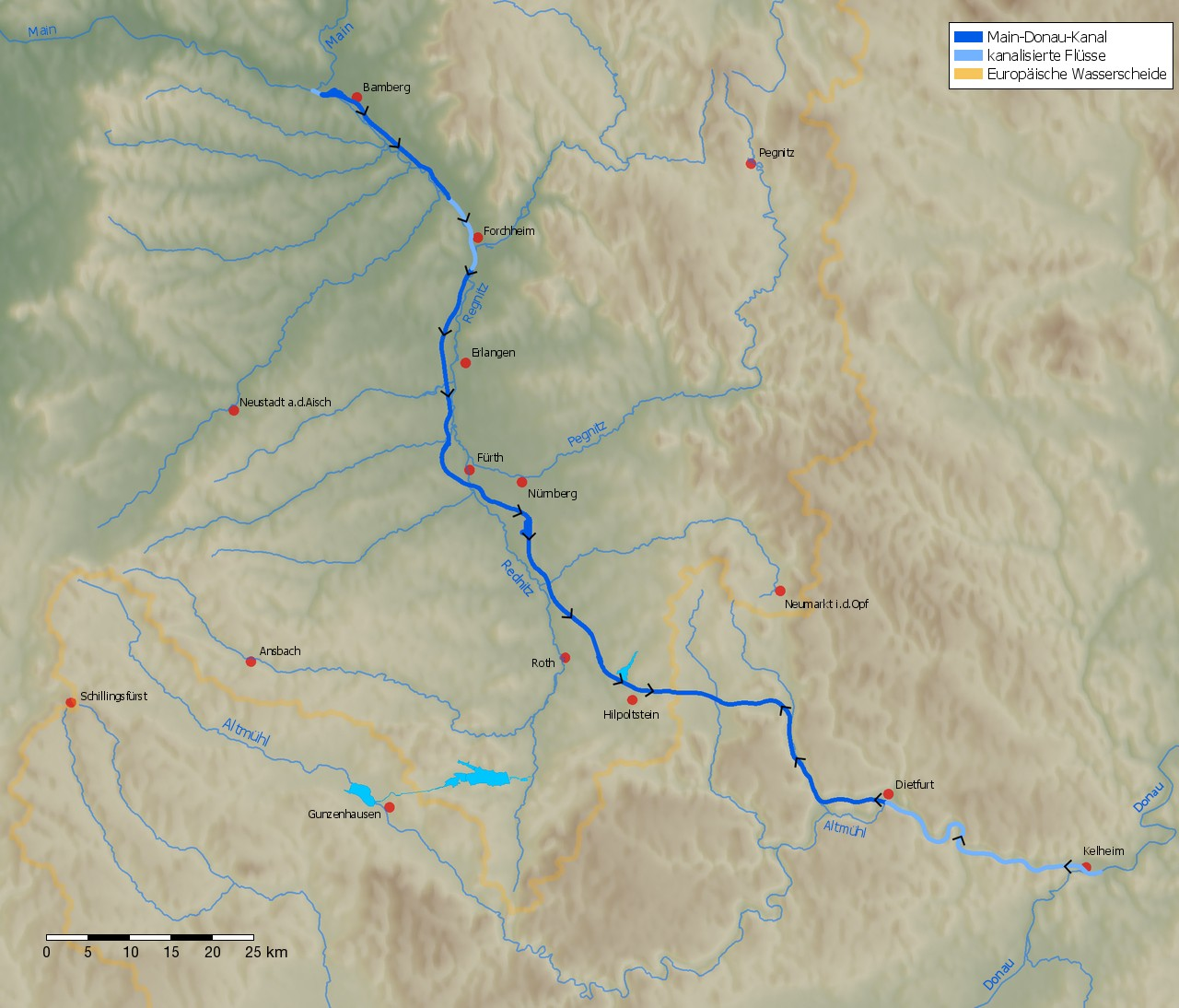
Curso do canal Meno-Danúbio e os rios Pegnitz, Rednitz e Regnitz.

### Hidrografia
Três rios e um canal formam a hidrografia de Nuremberga. São os rios Pegnitz, Rednitz, Regnitz e o canal Meno-Danúbio.
A cidade estende-se ao longo do rio Pegnitz, o qual nasce a 80 km a norte da cidade. O rio Pegnitz passa pelo centro histórico e desagua no rio Rednitz na altura da cidade de Fürth, para juntos formarem o rio Regnitz, que é afluente do rio Meno. O rio Pegnitz, bastante canalizado ao longo da zona urbana, atravessa a cidade de leste a oeste em aproximadamente 14 km.
Ao oeste da cidade passa o canal Meno-Danúbio, que deságua após aproximadamente 70 km no rio Meno perto de Bamberg. O canal também é chamado de Europakanal, pelo fato de interligar o rio Danúbio ao rio Meno e rio Reno, possibilitando desta forma o transporte fluvial do Mar Negro até o Mar do Norte.

### Clima

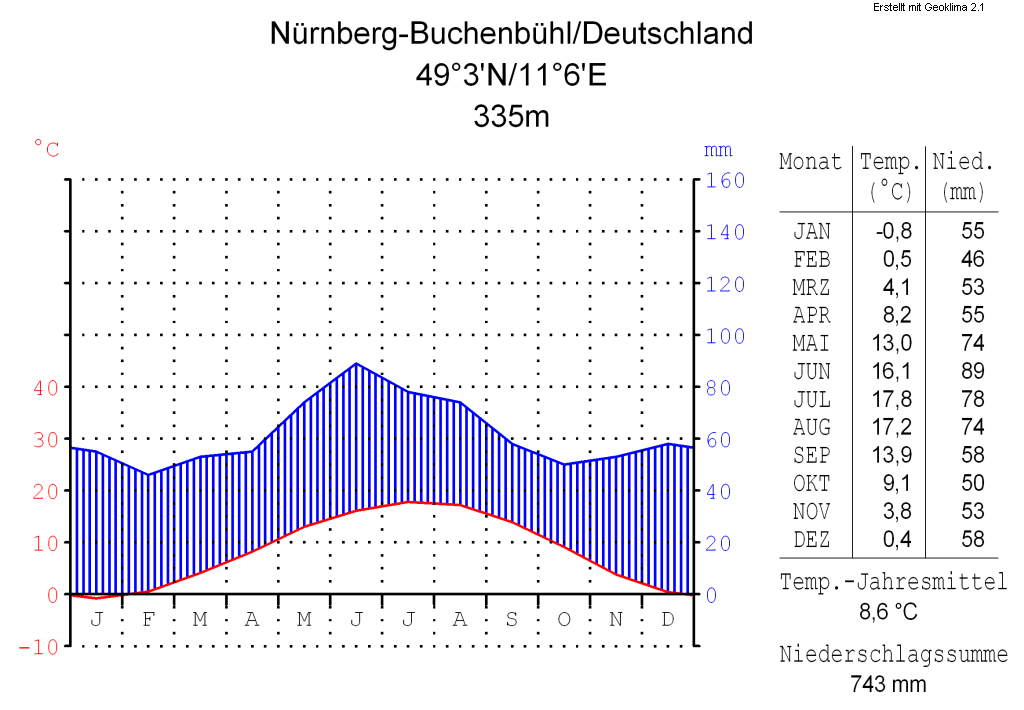
Diagrama climático de Nuremberga.

O clima de Nuremberga é parcialmente continental e parcialmente temperado marítimo. A temperatura média mensal varia entre –1,4 °C em janeiro e 18 °C em agosto, porém, durante o verão, como por exemplo em agosto, temperaturas até 35 °C podem ser alcançadas.
Pelo fato da cidade estar situada num tipo de caldeirão, rodeada por serras baixas, a pluviosidade não é muito alta, pois as serras dificultam a passagem de chuvas. Porém, a precipitação (o volume de chuvas) é maior que a taxa de evaporação e transpiração, ou seja, a humidade do ar é alta durante o ano todo.
Ocasionalmente a cidade sofre com tempestades e temporais, como por exemplo em 28 de agosto de 2006, quando um pequeno tornado atingiu o bairro Gartenstadt danificando severamente muitas casas.

### Área urbana e meio ambiente
A área urbana de Nuremberga é de 186,4 km². A maior parte do território urbano é ocupada por áreas construídas (34,6%) e áreas agrícolas (24,0 %). O restante do território é utilizado pelo transporte (17,1%), como estradas, ferrovias e o aeroporto; por florestas (16,7%), áreas de lazer e de recreação (3,7%), lagos e rios (2,2%).
Para uma cidade com meio milhão de habitantes, Nuremberga apresenta dados ambientais exemplares. Há várias razões para isto. Nota-se que quase 40 % do espaço urbano é ocupado por áreas verdes, como florestas, lagos e rios, como também por áreas agrícolas. Na área urbana não há indústrias que possam poluir o meio ambiente, como indústrias químicas ou siderúrgicas. Uma gestão ecológica de resíduos assegura uma quota de reciclagem acima da média de 53%. Além do mais as florestas Seebalder Reichswald e Lorenzer Reichswald formam o cinturão verde da cidade, em conjunto com os prados ao longo das margens dos rios Pegnitz e Regnitz.

### Demografia
Aproximadamente 50 000 pessoas viviam em Nuremberga antes da Guerra dos Trinta Anos (1618—1648), circundada pela protetora muralha medieval existente até hoje, sendo uma das cidades mais populosas da época em conjunto com Augsburgo e Colônia. Após a Guerra dos Trinta Anos, a população devastada não só pela guerra em si, mas também por várias epidemias, caiu para 23.000.
Até 1825, a área urbana de Nuremberga era de 160,84 hectares. Após a revolução industrial no século XVIII, que induziu consequentemente o crescimento da população, foi necessário anexar municípios vizinhos ao território, de forma que atualmente a cidade tem uma área de 186,6 km². Se no começo da industrialização Nuremberga possuía somente 26 000 habitantes em 1812, já em 1880, a população atingiu os 100 000 habitantes. Vinte anos depois, em 1900, a população quase triplicou, atingindo 250 000 habitantes. O recorde histórico atingiu-se em 1972, quando a cidade possuía 515 000 habitantes. Nos últimos vinte anos a população abaixou lentamente, apresentando fases de crescimento e de declínio no decorrer dos anos.
Nuremberga é atualmente a segunda maior cidade da Baviera e a quinta maior cidade da Alemanha (dados de 2007).

#### Evolução demográfica
A evolução demográfica em Nuremberga, segundo a Secretaria Bávara de Estatística e Processamento de Dados (Bayerisches Landesamt für Statistik und Datenverarbeitung):
| Ano    | Habitantes |
| ------ | ---------- |
| 1397   | 5 626      |
| 1485   | 36 000     |
| 1622   | 40 250     |
| 1750   | 30 000     |
| 1812   | 26 569     |
| 1827   | 37 012     |
| 1840 ¹ | 46 824     |
| 1849 ¹ | 50 828     |
| 1855 ¹ | 56 398     |
| 1861 ¹ | 62 797     |

| Ano    | Habitantes |
| ------ | ---------- |
| 1864 ¹ | 70 492     |
| 1867 ¹ | 77 900     |
| 1871 ¹ | 83 214     |
| 1875 ¹ | 91 018     |
| 1880 ¹ | 99 519     |
| 1885 ¹ | 114 891    |
| 1890 ¹ | 142 590    |
| 1895 ¹ | 162 386    |
| 1900 ¹ | 261 081    |
| 1905 ¹ | 294 426    |

| Ano    | Habitantes |
| ------ | ---------- |
| 1910 ¹ | 333 142    |
| 1916 ¹ | 301 383    |
| 1920   | 364 093    |
| 1925 ¹ | 392 494    |
| 1930   | 416 700    |
| 1935   | 407 686    |
| 1940   | 429 400    |
| 1945   | 286 833    |
| 1950 ¹ | 362 459    |
| 1955   | 419 013    |

| Ano  | Habitantes |
| ---- | ---------- |
| 1960 | 458 401    |
| 1965 | 472 262    |
| 1970 | 478 181    |
| 1975 | 499 060    |
| 1980 | 484 405    |
| 1985 | 465 255    |
| 1990 | 493 692    |
| 1995 | 492 425    |
| 2000 | 488 400    |
| 2005 | 499 237    |

¹ Recenseamento

#### População por nacionalidade
Nuremberga tem 88 978 moradores estrangeiros, o que representa 18% da população. Um valor bastante alto, se comparado com o estado da Baviera (9,4%) e a Alemanha (8,8%).
A maioria dos estrangeiros são provenientes da União Europeia, sendo a maioria gregos, italianos, austríacos e espanhóis. A maior comunidade em valor absoluto são os turcos. Há ainda muitos refugiados de guerra da antiga Jugoslávia, entre outras nacionalidades.

#### Religião
Após a Reforma Protestante Nuremberga foi uma cidade puramente protestante durante séculos. Somente a partir de 1806, quando a cidade foi integrada ao estado da Baviera, que a população católica começou a crescer. Em 1946, logo após a Segunda Guerra Mundial, 62% da população eram protestantes e 33% católicos. Esta mudança ocorreu devido aos fugitivos de guerra alemães provenientes das regiões como a Pomerânia ou a Boêmia, na sua maioria católicos.
Recentemente o número de pessoas pertencentes a outras confissões aumentou mais de 30% devido aos novos moradores estrangeiros de outras religiões, bem como ao número crescente de ateus. Atualmente (dados de 2004) 29,3% da população são católicos, 34,4% protestantes, sendo 36,3% de outras religiões ou ateus.

## História

### Alta Idade Média

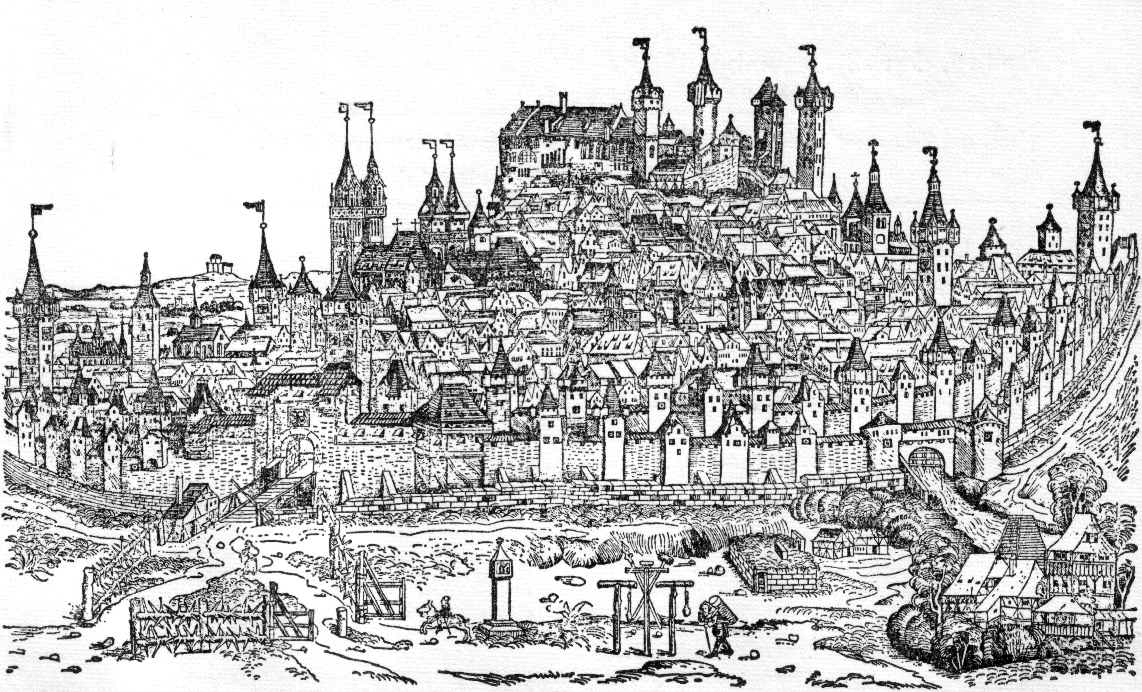
A gravura mais antiga de Nuremberga de 1493.

A cidade foi documentada pela primeira vez em 16 de julho de 1050, no começo da Alta Idade Média, numa escritura em latim do Sacro Império Romano-Germânico como Norenberc (montanha rochosa), que deriva do alto alemão médio nuor (rocha) e berc (montanha). Trata-se do chamado "Título de liberdade de Sigena", um documento histórico, mediante o qual, o imperador e rei franco-saliano Henrique III (1039 — 1056) concede a liberdade à serva Sigena. Segundo as crenças populares, o nobre patrício Richolf desejava casar-se com Sigena, porém, como só uma mulher livre podia ter filhos legítimos com um nobre, Richolf pediu ao imperador a liberdade da sua amada.
Conforme o nome da cidade indica, o castelo de Norenberc foi construído sobre uma montanha de arenito. As primeiras habitações começaram a alastrar-se na encosta ao sul desta montanha. Graças ao imperador Henrique III foi concedido o Marktrecht à cidade, ou seja, o direito legal concedido por ordem imperial a uma cidade de realizar um mercado. A ascensão de Nuremberga foi consolidada durante o reinado de vários reis sálios que elevaram a cidade à Kaiserpfalz (palatinado imperial) em 1183 e a fortificaram com muralhas.
Foram as manufaturas, o comércio local e o comércio com regiões longínquas que garantiram a ascensão e o crescimento do vilarejo, tanto que em 1219, através da ordem do imperador Frederico II Hohenstaufen, Nuremberga tornou-se uma "Cidade Livre Imperial" (Freie Reichsstadt), adquirindo assim, o direito a autogovernar-se como instituição autônoma.

### Idade Média Tardia e Idade Moderna
Carlos IV, que visitava frequentemente a cidade, decretou através da Bula Dourada de 1356, que cada novo imperador alemão era obrigado a realizar sua primeira Dieta Imperial em Nuremberga, aumentando ainda mais a importância da cidade no Sacro Império Romano-Germânico.
A partir de 1424 estipulou-se Nuremberga como sendo responsável pela guarda das "jóias ou insígnias imperiais" (Reichskleinodien), lançando a cidade ao auge do seu poder, tornando-se centro do Humanismo alemão (veja Conrad Celtis, Hieronymus Münzer, Hartmann Schedel), das ciências e das artes, principalmente nas áreas da pintura e escultura. Durante este tempo de prosperidade, Nuremberga era uma das maiores cidades do Sacro Império Romano-Germânico ao lado de Colônia e Praga.
Johannes Müller de Königsberg (mais tarde chamado Regiomontanus) construiu um observatório astronómico em Nuremberga em 1471, além de publicar várias cartas astronómicas.

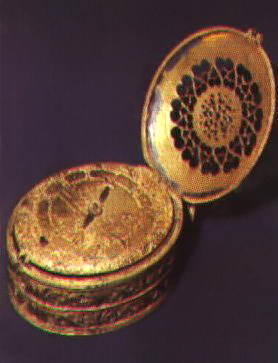
O primeiro relógio de bolso.

Por volta de 1500, Peter Henlein inventa o primeiro relógio de bolso, chamado de "Ovo de Nuremberga" (Nürnberger Ei).
O artista do Humanismo e do Renascimento, Albrecht Dürer criou suas obras-primas entre 1509 a 1528 em Nuremberga. Dürer desenhou em 1515, sob ordens do imperador Maximiliano I, uma carta celeste relativa aos hemisférios norte e sul, o Mapa Stabius-Dürer, tratando-se do primeiro mapa dos céus alguma vez desenhado.
Em 1543, uma importante parte do trabalho do prussiano Nicolau Copérnico foi publicada em Nuremberga.
Impressores e editores não foram incomuns em Nuremberga. Muitos deles trabalharam em conjunto com artistas famosos do Renascimento, produzindo livros que se tornaram verdadeiras obras de arte. O primeiro globo terrestre, da autoria de Martinho da Boémia (Martin Behaim), foi produzido aqui, assim como as Crónicas do Mundo (Schedelsche Weltchronik) de Hartmann Schedel, escritas no dialecto francónio local. Também escultores como Veit Stoss ou Peter Vischer estão associados a Nuremberga.

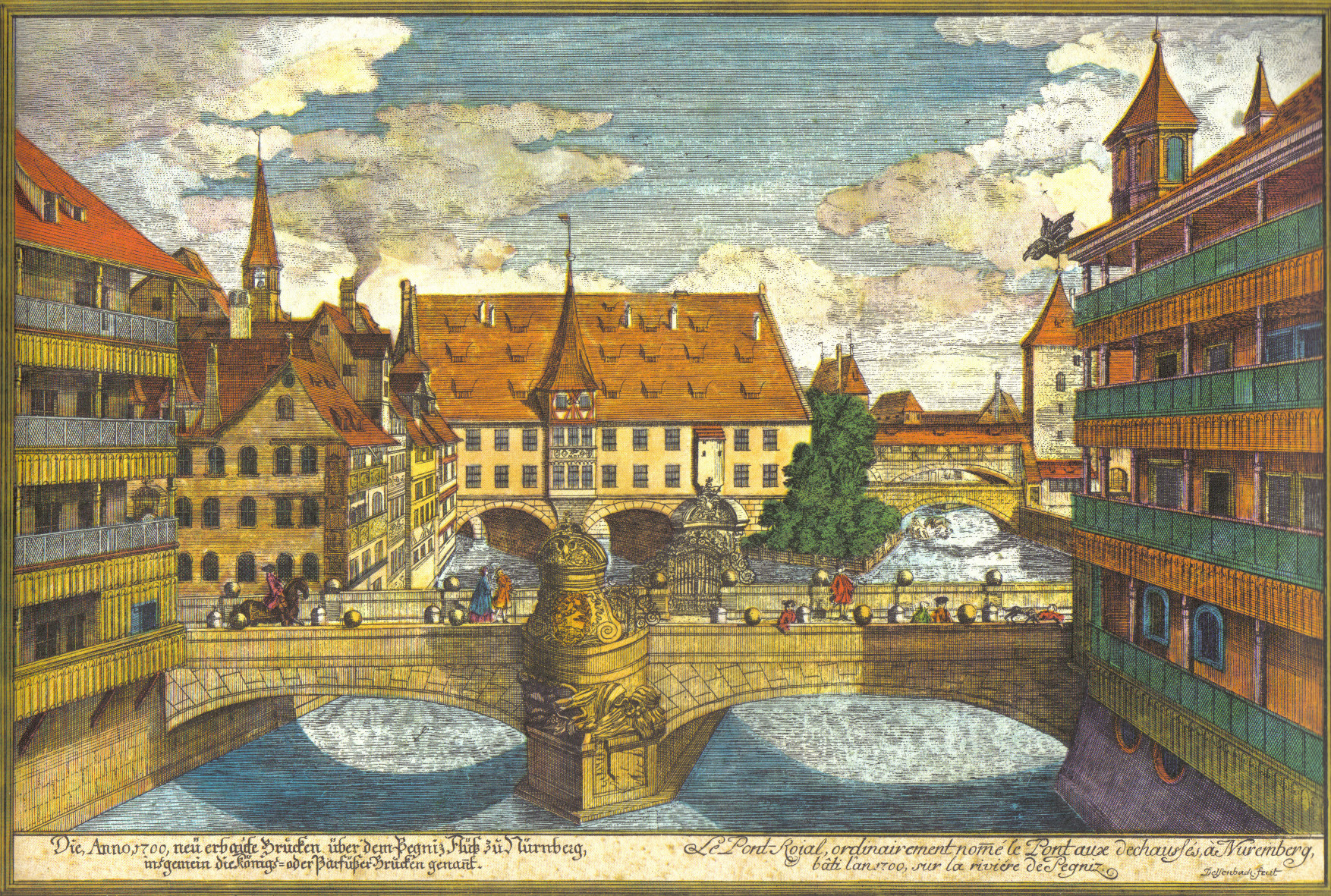
Nuremberga em 1700. Vista do Heilig Geist Spital detrás da ponte sobre o rio Pegnitz.

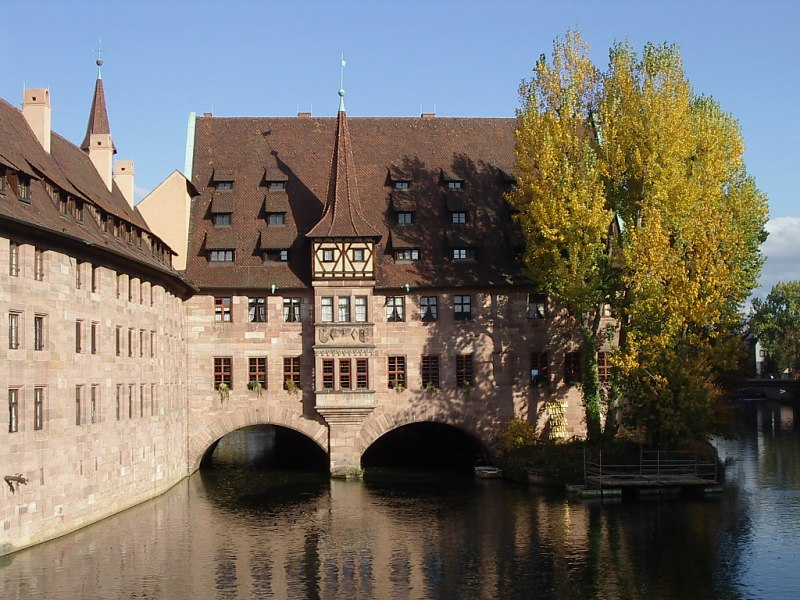
Vista atual do Heilig Geist Spital desde a ponte na pintura acima.

Em 1525 Nuremberga aceitou a Reforma Protestante, o que levou consequentemente à Paz de Nuremberga em 1532, através da qual os luteranos obtiveram importantes concessões religiosas. A cidade tornou-se uma fiel seguidora do protestantismo, tanto que até o ano de 1806 nenhum católico podia receber o direito da cidadania local, ou seja, só os luteranos eram reconhecidos como cidadãos nurembergenses.
A Guerra dos Trinta Anos termina o apogeu cultural e econômico da cidade. Os arredores da cidade foram devastados pela guerra, epidemias dizimaram ainda mais a população e as atividades comerciais estagnaram. Finalmente a Paz de Vestfália, um tratado de paz assinado em outubro de 1648 em Münster e Osnabrück, encerram as lutas. Entre 1649 e 1650 é realizado o "Congresso da Implementação da Paz da Vestfália" em Nuremberga, onde as últimas questões abertas foram tratadas, como a desmobilização e a retirada das tropas dos territórios indevidamente ocupados. Este congresso é o último acontecimento histórico de relevância realizado na cidade imperial.

### Industrialização

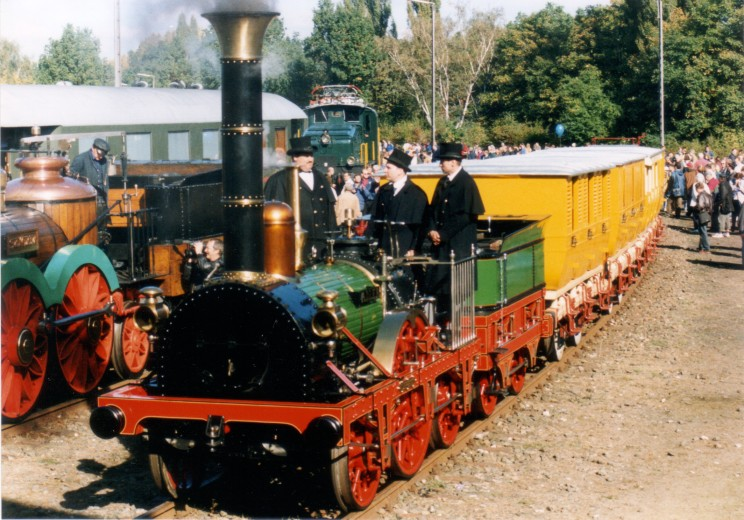
Reconstrução da primeira ferrovia alemã Adler.

Não foi apenas a Guerra dos Trinta Anos, mas também o descobrimento das novas rotas marítimas comerciais que provocaram a decadência econômica e levaram a cidade a beira da bancarrota no século XVII. Este declínio perdurou até o século XIX, quando Nuremberga foi incorporada ao reino da Baviera em 1806, perdendo seu status de cidade imperial, porém, trazendo novos incentivos econômicos.
Os anos 20 do século XIX marcam o começo da industrialização em Nuremberga. Muitas empresas fundadas neste século e que perduram até hoje foram responsáveis pelo desenvolvimento industrial da cidade. Entre estas empresas estão a metalúrgica MAN AG, fundada por Theodor Cramer-Klett, o fabricante de lápis Lothar von Faber (Faber-Castell) e o mecânico Sigmund Schuckert (atualmente Siemens-Schuckert).
Em 1835 a primeira ferrovia alemã, a locomotiva Adler, foi construída entre Nuremberga e Fürth, e em 1852 é fundado o Museu Nacional Germânico, ambos sinais da nova prosperidade.

### Século XX
Período nazista

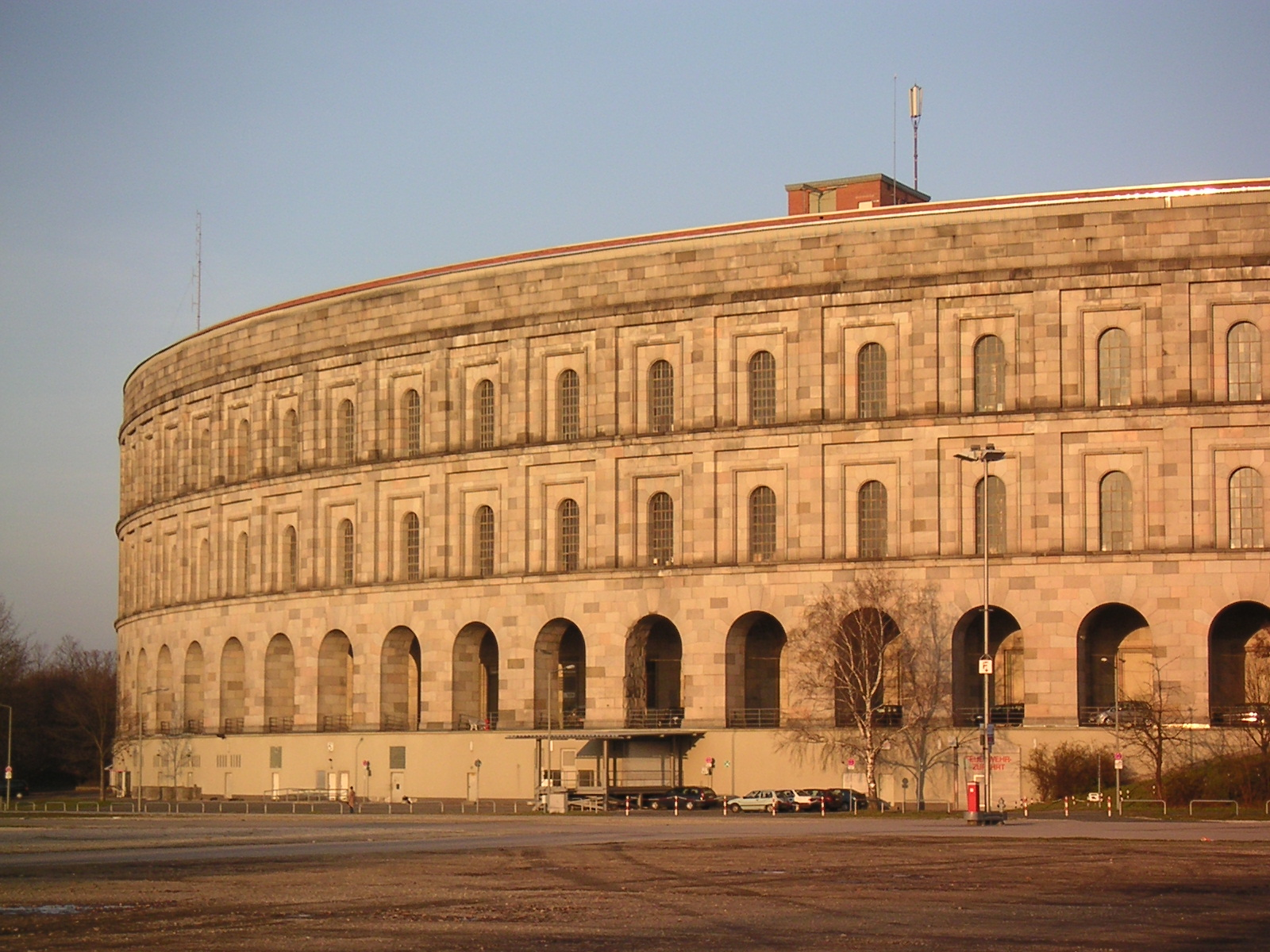
Centro de Documentação no Complexo do Congresso do Partido Nacionalista.

Por causa de sua proeminência no Sacro Império Romano-Germânico, o partido nazista NSDAP promoveu a partir de 1933 até 1938 enormes comícios partidários em Nuremberga. Após a ascensão ao poder, Hitler declarou Nuremberga como sede oficial dos Comícios do Partido Nazi (as Reuniões de Nuremberga). As áreas de desfile (Reichsparteitagsgelände) foram projetadas por Albert Speer, bem como outras construções monumentais no bairro Volkspark Dutzendteich, exemplo da megalomania nazi. Foram construídos diversos edifícios para acomodar os congressistas ao longo dos anos de duração do Terceiro Reich; alguns nunca foram acabados. Atualmente, ainda subsistem alguns exemplares da arquitetura nazi na cidade, como por exemplo o Campo Zepellin.
Os primeiros sinais de radicalização foram a queima dos livros em 1933. Livros e jornais de autores considerados subversivos e não conforme às ideologias nazistas, como por exemplo Karl Marx e Erich Maria Remarque, foram queimados na praça Principal (Hauptmarkt) no centro da cidade.
As duas personagens mais conhecidas pelo seu antissemitismo e seus discursos demagógicos em Nuremberga foram Julius Streicher e o prefeito nazista Willy Liebel. O último vangloriava o fato, que, durante a Noite de cristal do dia 9 ao dia 10 de novembro de 1938, 26 cidadãos pagaram com a vida por serem judeus.

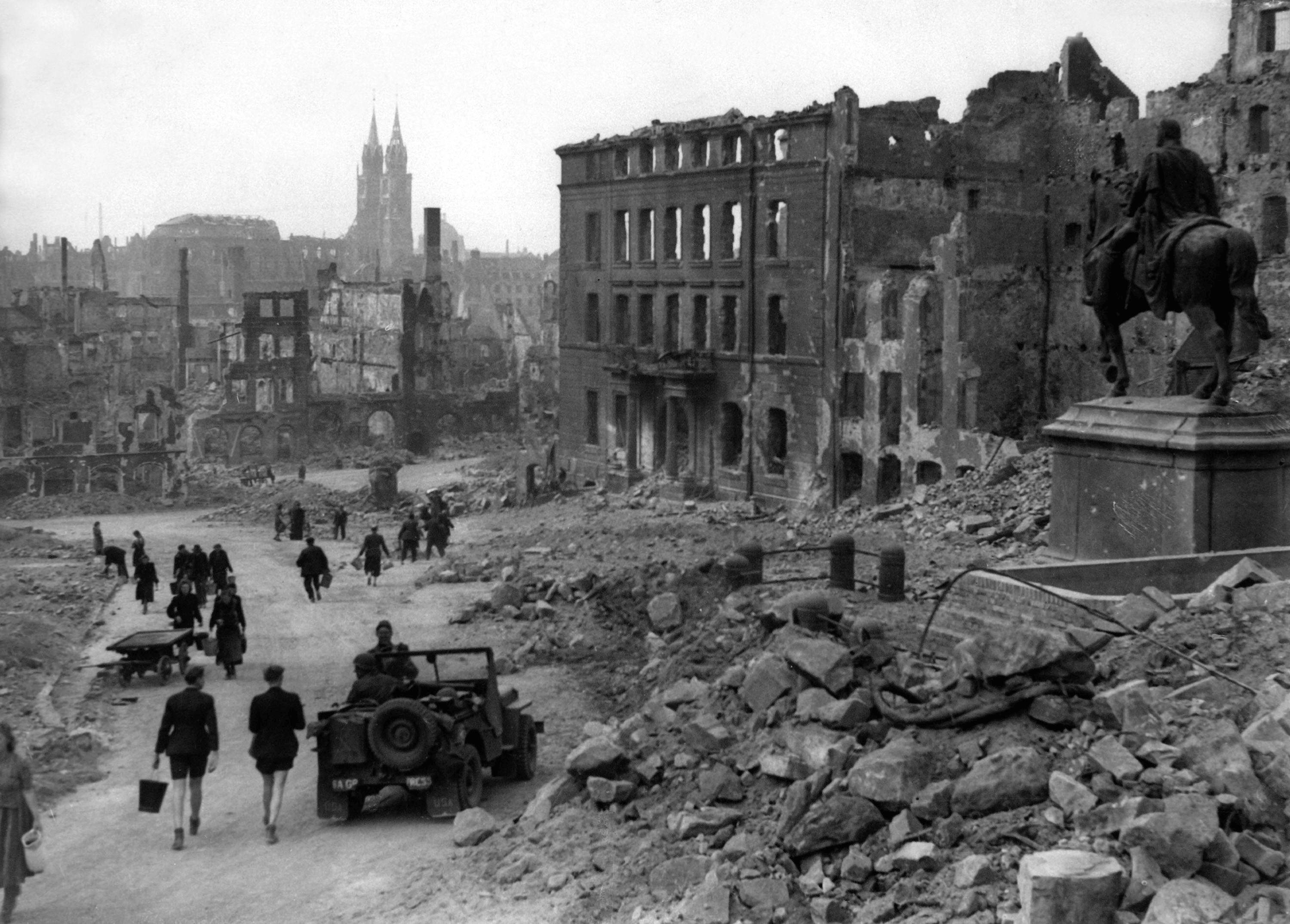
Nuremberga em ruínas (1945).

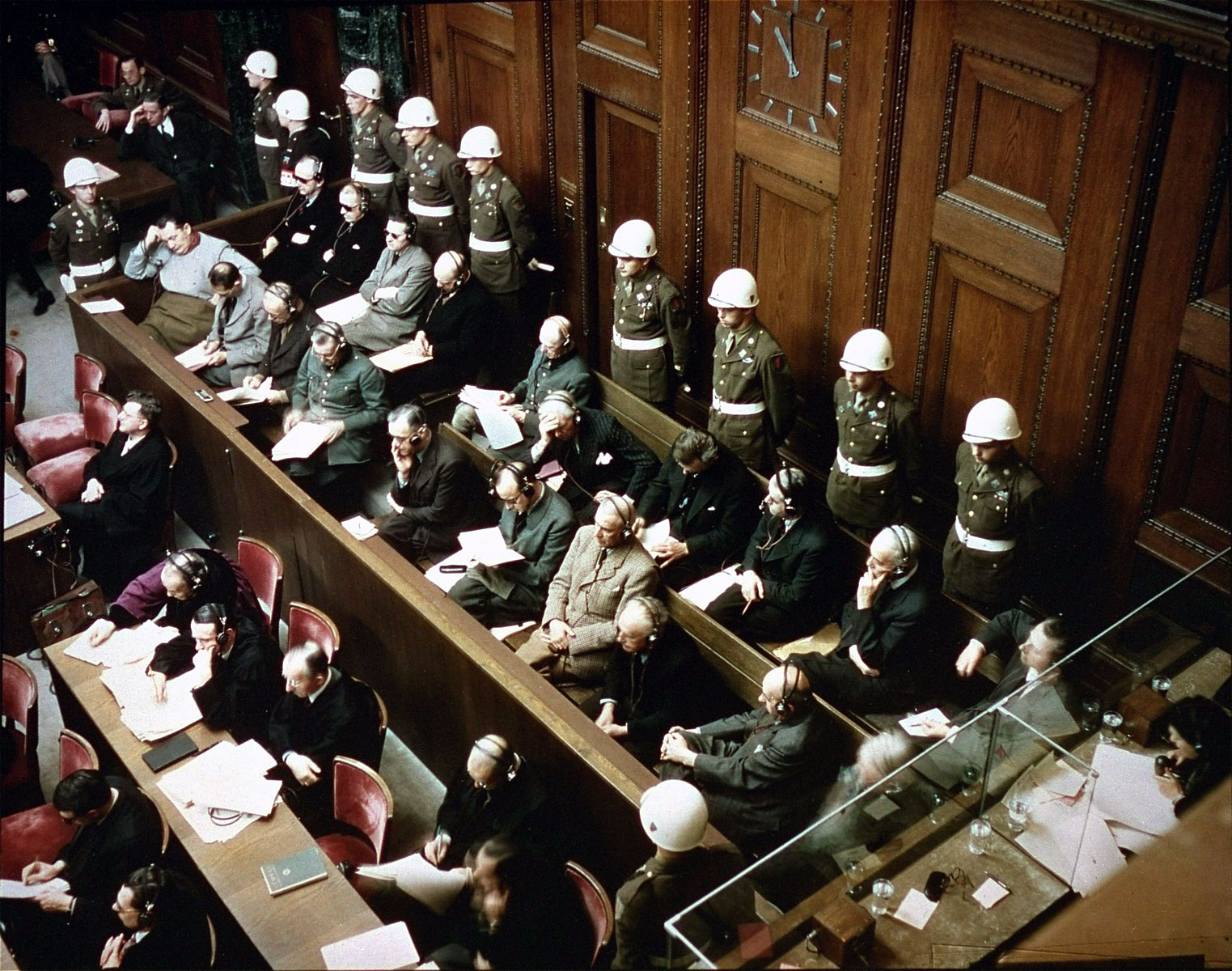
Julgamentos de Nuremberg.

Outro triste fato de Nuremberga é a arianização de bens judeus: os moradores judeus foram forçados a vender no total mais de 150 empresas e aproximadamente 570 propriedades. Porém, o fato mais deplorável na história da cidade, é que a estação ferroviária Märzfeld foi ponto de partida para mais de 2 000 judeus da região da Francônia e para 2 373 nurembergenses em direção a deportação. As duas maiores deportações aconteceram em 29 de novembro de 1941 em direção ao campo de concentração Jungfernhof nos arredores de Riga (Letónia) e em 24 de março de 1942 até Izbica nos arredores de Lublin (Polônia), ambas com aproximadamente 1 000 pessoas.
Na cidade ainda foram editadas as primeiras leis racistas do período nazi em 1935, dentre as quais as leis de "pureza" do sangue ariano, conhecidas como as Leis de Nuremberg. Por um lado foi o surgimento das Leis de Nuremberg responsável pela escolha dessa cidade para a instituição do Tribunal Penal Internacional para o julgamento dos crimes de guerra e crimes contra a humanidade praticados pelos nazis. Do outro lado, ironicamente, o prédio do Tribunal da Justiça e adjacente o prédio da prisão, foram uma das raras construções intactas após o término da guerra e local ideal para a realização dos julgamentos.
Não é de se admirar portanto, que Nuremberga foi a segunda cidade alemã que mais sofreu durante o bombardeamento dos Aliados, sendo somente superada na sua destruição por Dresden. O centro histórico foi destroçado durante o ataque aéreo dos aliados em 2 de janeiro de 1945.
Com o final da Segunda Guerra Mundial, a cidade voltou a estar no centro das atenções devido aos Julgamentos de Nuremberga realizados de 1945 a 1949, nos quais os oficiais nacional-socialistas foram condenados por crimes de guerra e crimes contra a humanidade. Dos 24 julgados, 12 foram condenados à pena capital, três à prisão perpétua, dois a 20 anos de prisão, um a 15 anos e outro a 10 anos. Hans Fritzsche, Franz von Papen e Hjalmar Schacht foram absolvidos.
De 1950 até os tempos atuais

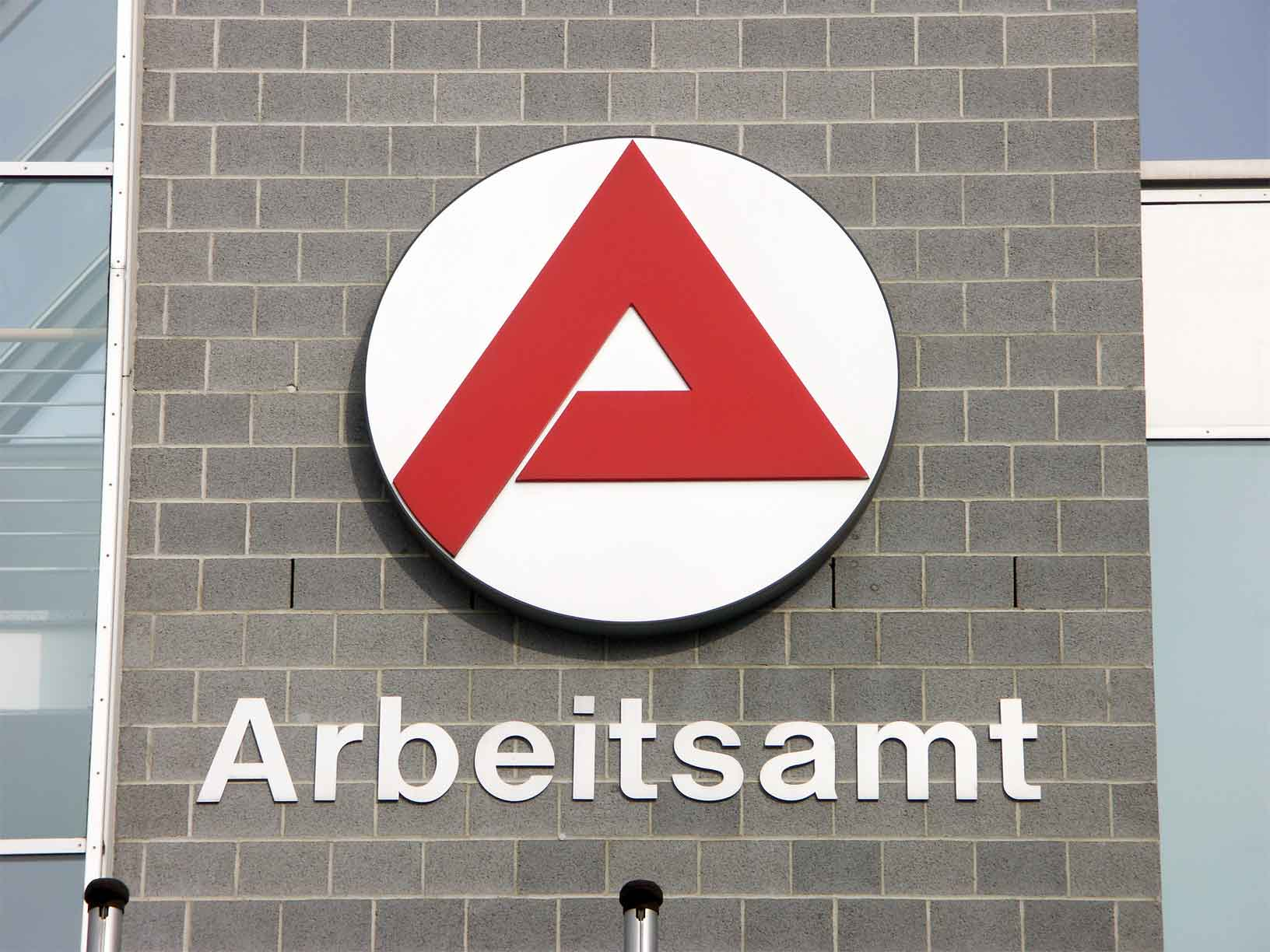
Emblema da Agência Federal para Emprego da Alemanha.

Pelo fato da destruição do centro de Nuremberga ter sido tão maciça, pensou-se por algum tempo em abandonar a cidade e reconstruí-la em outro local. Estes planos logo foram engavetados, pois aproximadamente 10 milhões de toneladas de escombros foram removidos e consequentemente a reconstrução tomou seu rumo.
O desenvolvimento de uma nova infraestrutura progrediu rapidamente, tanto que em 1950, cinco anos após o término da guerra, realizou-se a primeira "Feira Internacional de Brinquedos" (Nürnberger Spielwarenmesse). Dois anos mais tarde abre a Agência Federal para Emprego (Bundesagentur für Arbeit, conhecido popularmente por Arbeitsamt) e em 1955 foi inaugurado o aeroporto.
Com o crescimento rápido da população foi necessário melhorar o transporte urbano, tanto que em 1967 inaugurou-se o metrô. A partir de 1972 o escoamento da produção pôde ser efetivado através do novo porto do recém-inaugurado canal Meno-Danúbio, uma ligação fluvial entre o Mar Negro e o Mar do Norte.
Durante os anos 1990 a cidade investiu principalmente na área cultural, construindo o estádio Frankenstadion, utilizado na Copa do Mundo de 2006. Foi aberto em 1994 o "Caminho dos Direitos Humanos" (veja capítulo 3.5) e em 1995 foi concedido o primeiro "Prêmio Internacional dos Direitos Humanos". Em 1998 fundou-se a Universidade de Música Nuremberga-Augsburgo.
Com o começo do novo milênio a cidade festejou seu 950° aniversário em 2000. Um ano depois, em 2001, Nuremberga abre as portas do Centro de documentação no complexo do Congresso do Partido Nacionalista (Dokumentationszentrum Reichsparteitagsgelände).

## Administração e política

### Câmara Municipal

Distribuição dos partidos na Câmara Municipal
(veja numeração dos partidos ao lado)
(1) vermelho, (2) preto, (3) verde, (4) lilás, (5) marrom, (6) amarelo, (7) azul claro, (8) azul escuro, (9) verde claro.

As últimas eleições para a Câmara Municipal da cidade de Nuremberga foram realizadas em 2 de março de 2008, sendo eleitos ao total 70 vereadores nos seguintes partidos:
- (1) Partido Social-Democrata da Alemanha (SPD): 32 assentos;
- (2) União Social-Cristã (CSU): 23 assentos;
- (3) Aliança 90/Os Verdes: 5 assentos;
- (4) A Esquerda (Die Linke): 3 assentos;
- (5) Bürgerinitiative Ausländerstopp: 2 assentos;
- (6) Partido Democrata Livre (FDP): 2 assentos;
- (7) Os Positivos (Die Guten): 1 assento;
- (8) Votantes Livres (Freie Wähler): 1 assento;
- (9) Partido ecológico democrático (ödp): 1 assento;

A Presidência da Câmara Municipal é exercida desde 2002 por Dr. Ulrich Maly (SPD), sendo seu mandado reafirmado nas últimas eleições comunais de 2008. O segundo prefeito é Horst Förther (SPD) e o terceiro prefeito Dr. Klemens Gsell (CSU).

### Organização administrativa
Depois de uma reforma municipal da cidade, decidida em 18 de outubro de 1995, o número dos distritos municipais (em alemão: Stadtbezirke) baixou de 87 para 7, que são:
- distrito municipal 1 - Nürnberg-Mitte
- distrito municipal 2 - Nürnberg-Südstadt
- distrito municipal 3 - Nürnberg-Weststadt
- distrito municipal 4 - Nürnberg-Nordstadt
- distrito municipal 5 - Nürnberg-Oststadt
- distrito municipal 6 - Nürnberg-Südoststadt
- distrito municipal 7 - Nürnberg-Außenstadt Süd

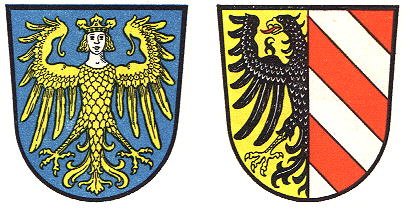
Brasão maior (à esquerda) e brasão menor (à direita) de Nuremberga.

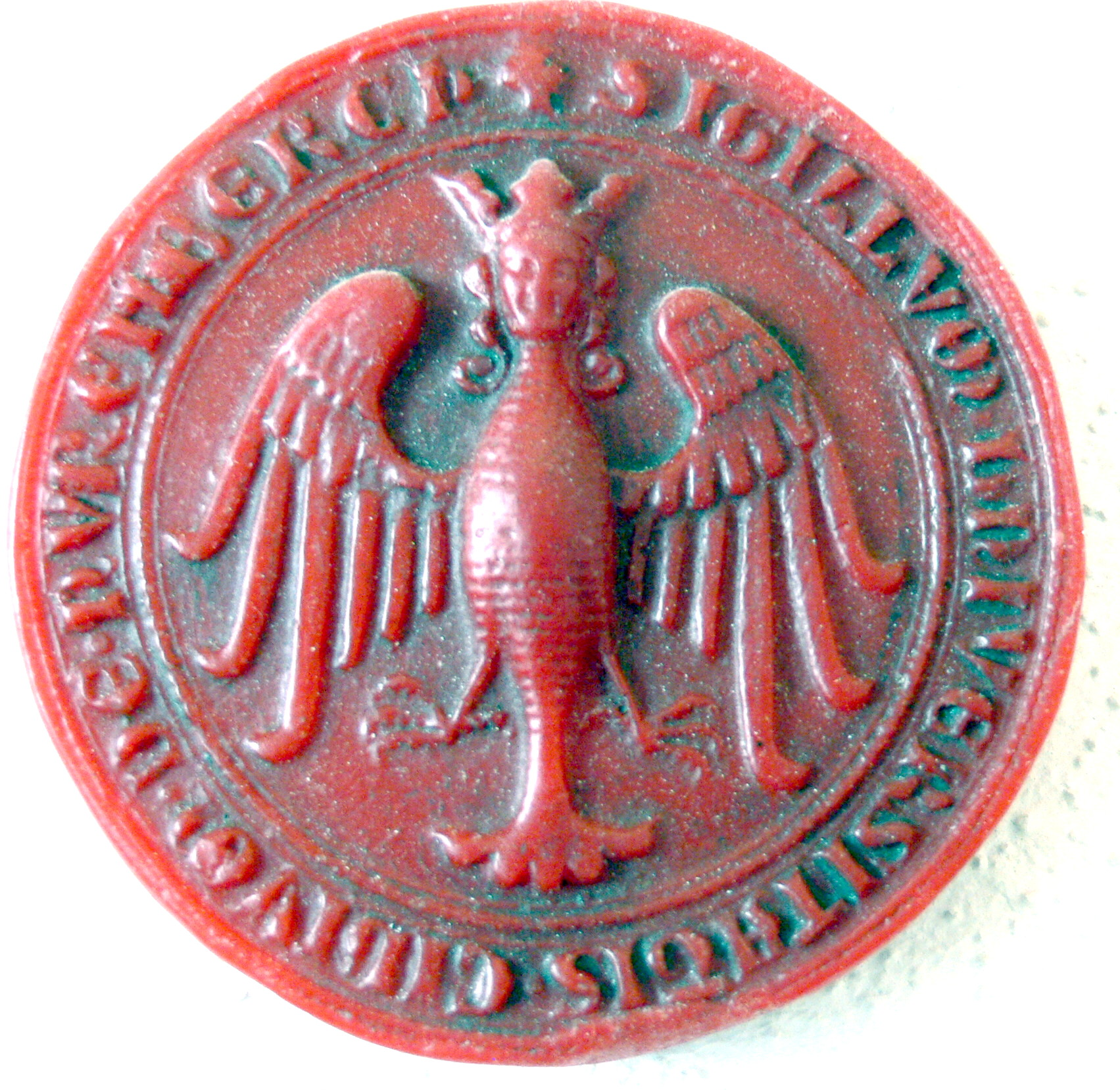
Sinete de Nuremberga de 1473.

### Heráldica
Estão em uso dois brasões diferentes: o assim chamado brasão maior (Großes Wappen) e o brasão menor (Kleines Wappen).
O brasão maior de fundo azul apresenta uma águia dourada, cuja cabeça representa um rei coroado. Este brasão já apareceu no selo oficial da cidade imperial Nuorenberc em 1220, porém a origem da figura no brasão até hoje não é conhecida. De vez em quando, durante os séculos, a águia tornava-se feminina, apresentando-se com rosto feminino e busto.
O brasão menor é conhecido como brasão real desde 1240, quando foi mencionado pela primeira vez. O brasão divide-se em duas partes: A parte da esquerda mostra a metade de uma águia preta e a área a direita é listrada em vermelho e prata. Através de documentos oficiais existentes desde a Idade Média puderam ser comprovado o uso deste brasão desde 1513.
A forma atual dos dois brasões foi concedida à cidade em 1936 e em 1963 foram aprovados novamente pela Câmara Municipal.
A atual bandeira oficial de Nuremberga deriva do brasão menor, apresentando listas nas cores vermelhas e brancas.

### Bairros

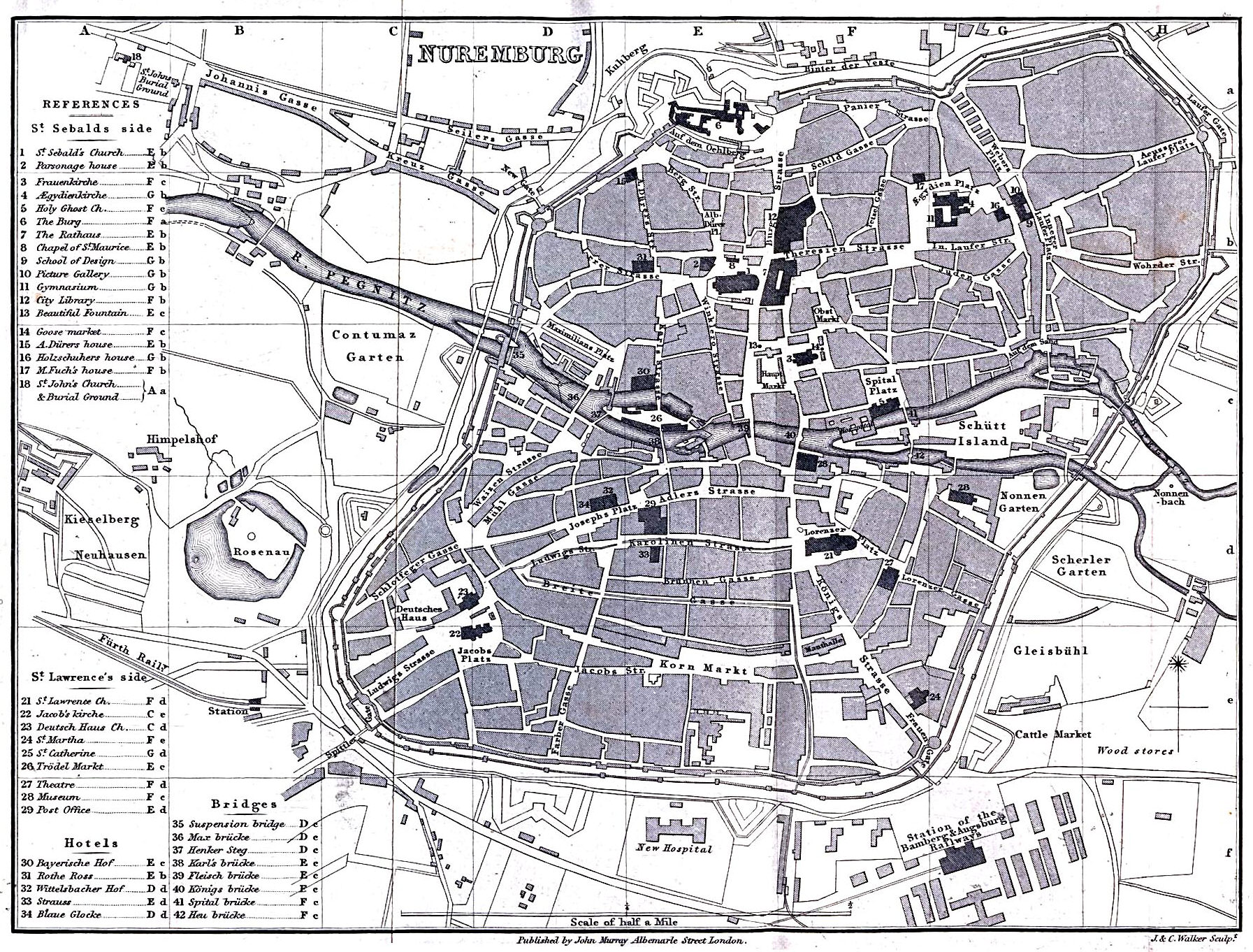
Nuremberga em 1858. Separados pelo rio Pegnitz e circundados pela muralha: ao norte Sebalder Altstadt, ao sul Lorenzer Altstadt.

O rio Pegnitz divide o centro histórico em duas partes. Ao norte situa-se o bairro Sebalder Altstadt, em referência ao nome da igreja São Sebaldo (St. Sebald Kirche) ali localizada. Respectivamente ao sul do rio Pegnitz localiza-se o bairro Lorenzer Altstadt, em referência ao nome da igreja São Lorenzo (Lorenzkirche) localizada nesta área. Ambos os bairros estão circundados pela muralha medieval de defesa.
Na região ao redor da muralha localizam-se bairros tradicionais como Johannis, Gostenhof, Nordstadt, Kraftshof, Südstadt e Wöhrd. Gostenhof é o bairro mais dinâmico da cidade, conhecido pelas suas grandes comunidades turcas, gregas, italianas e espanholas, além de apresentar uma comunidade artística importante. O bairro Nordstadt é conhecido pelas suas antigas residências burguesas e as vilas do século XVIII. As moradias da burguesia elitária foram ocupadas por repúblicas (habitações coletivas) de estudantes nos anos 1970. Consequentemente lojas e bares estabeleceram-se na região, dando uma nova imagem ao bairro. O bairro Kraftshof, foi um vilarejo de camponeses antigamente, documentado pela primeira vez em 1269, antes de ter sido integrado a zona urbana de Nuremberga. Ao oeste do centro histórico localiza-se o bairro Johannis, conhecido pelo seu cemitério histórico com os túmulos de várias personalidades de Nuremberga, como por exemplo Albrecht Dürer e Veit Stoß.

### Cidade da paz e dos direitos humanos
Caminho dos Direitos Humanos

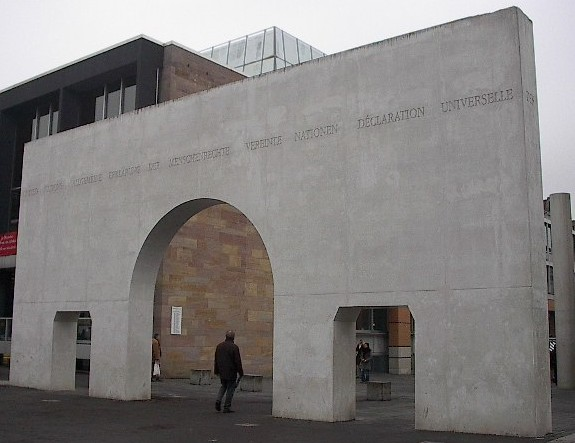
Entrada do Caminho dos Direitos Humanos.

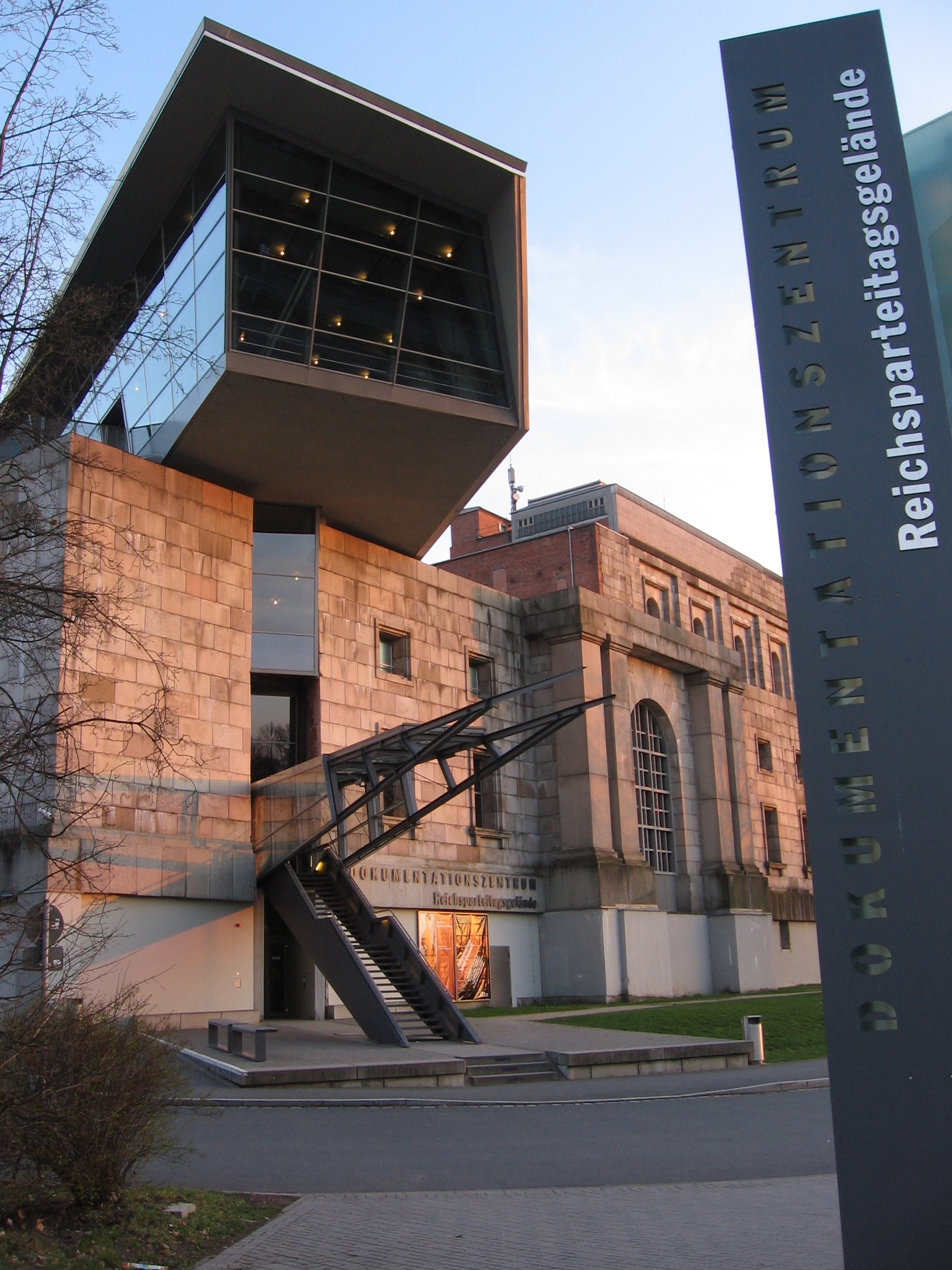
Entrada do Centro de documentação.

Em memória em relação ao seu papel no período nazista e assumindo a responsabilidade perante o passado, Nuremberga impôs a si própria a ser a "Cidade da Paz e dos Direitos Humanos" para o futuro.
No dia 24 de outubro de 1993 foi inaugurado o "Caminho dos Direitos Humanos" (Straße der Menschenrechte) a frente do Museu Nacional Germânico. O artista israelense Dani Karavan instalou 30 pilares brancos de 8 m de altura ordenadas em linha reta, e em cada um,  engravados os 30 artigos da Carta dos Direitos Humanos das Nações Unidas em várias línguas, como por exemplo o quíchua ou o iídiche. Com esta obra Nuremberga declarou sua total oposição ao totalitarismo nazista.
Centro de documentação no complexo do Congresso do Partido Nacionalista
O Centro de documentação no complexo do Congresso do Partido Nacionalista (Dokumentationszentrum Reichsparteitagsgelände) foi inaugurado em novembro de 2001 pelo então Presidente da Alemanha Johannes Rau. Trata-se do antigo local, onde o partido nazista realizava suas assembleias e passeatas. A área com 4 km² e suas edificações foram transformados num centro de documentação.
O centro tem como objetivo relatar de forma crítica o passado nazista. A exibição permanente "Fascínio e Poder" tem o intuito de demonstrar e explicar - principalmente aos jovens - a relação entre causa e contexto do regime nazista.
Prêmio Internacional dos Direitos Humanos
Desde 1995 é concedido o "Prêmio Internacional dos Direitos Humanos" a cada dois anos a pessoas ou organizações que defendem os direitos humanos colocando em risco até a própria vida, contribuindo para a paz e a compreensão internacional.
Os premiados foram:
- 1995 Sergei Kowaljow, (Rússia);
- 1997 Khémaïs Chammari, (Tunísia) und Abe J. Nathan (Israel);
- 1999 Fatimata M'Baye, (Mauritânia);
- 2001 Bispo Samuel Ruiz García, (México);
- 2003 Teesta Setalvad (Índia,) und Ibn Abdur Rehman, (Paquistão);
- 2005 Tamara Chikunova, (Usbequistão);
- 2007 Eugénie Musayidire, (Ruanda);
- 2009 Abdolfattah Soltani, Irán;
- 2011 Hollman Morris, Colombia;
- 2013 Kasha Jacqueline Nabagesera, Uganda;

Em 2007 Nuremberga recebeu o Prêmio Europeu da União Europeia pelo seu empenho pela integração europeia.

### Geminações
Como Nuremberga era uma cidade imperial, localizando-se na antiga rota de comércio Via Imperii, a cidade mantinha fortes laços comerciais e culturais com outras cidades já durante a Idade Média. Atualmente mantém amizade com quinze cidades, com as quais mantém um intercâmbio cultural e econômico.
| - Antalya na Turquia (1997) - Atlanta nos Estados Unidos (1998) - Córdoba na Espanha (2010) - Cracóvia na Polónia (1979) - Escópia na Macedônia do Norte (1982) - Gera na Alemanha (1988 / 1997) - Glasgow na Escócia (1985) - Hadera em Israel (1995) - Kavala na Grécia (1998) | - Kharkov na Ucrânia (1990) - Nice na França (1954) - Praga na República Checa (1990) - San Carlos na Nicarágua (1985) - Shenzhen na China (1997) - Veneza na Itália (1999) |

A primeira parceria foi iniciada com a cidade Nice (França) em 1954, a mais nova cidade-irmã é Veneza (Itália). Esta última mantém laços comerciais desde o século XIV com Nuremberga exportando seda, algodão e especiarias, e importando tecidos, couro, mel e âmbar na época.
A cidade mantém os contatos mais intensivos com Cracóvia (Polônia) e Escópia (Macedônia do Norte). A amizade com Cracóvia existe desde 1979, foi portanto estabelecida bem antes da queda da cortina de ferro entre o mundo comunista e o mundo ocidental. Por este motivo o relacionamento das duas cidades é considerado exemplar na tentativa de "normalizar" o contato entre dois povos. Nas duas cidades existem representações: em Nuremberga numa das antigas torres a Casa Cracóvia; e em Cracóvia no bairro Kazimierz, a Casa Nuremberga.
Escópia é cidade-irmã desde 1982 e ambas as cidades mantém contatos intensivos em várias áreas. Existe um intercâmbio acadêmico entre as duas cidades, além de um intercâmbio artístico. O projeto mais importante é a escavação arqueológica da Escópia Antiga. Estão trabalhando arqueólogos macedônios em conjunto com a "Sociedade Histórica de Nuremberga" (Naturhistorische Gesellschaft Nürnberg). O projeto foi iniciado em 1998 com uma duração prevista de 50 anos.
A cidade chinesa Shenzhen mantém contato desde 1997 e abriu sua "Agência para Contatos Europeus" em Nuremberga. Entre as duas cidades existe um intensivo intercâmbio acadêmico entre a Universidade de Ciências Aplicadas (Georg-Simon-Ohm-Fachhochschule) e a Universidade Politécnica de Shenzhen.
Em 1990 inaugurou-se a "Secretaria de Relacionamento Internacional" (Amt für Internationale Beziehungen) para coordenar e intensificar as geminações em geral para o futuro.

## Economia
Desenvolvimento econômico
Nuremberga, localizou-se na Via Imperii, uma antiga rota de comércio entre a Itália do norte e as ricas cidades hanseáticas do Mar do Norte. Consequentemente adquiriu grande poder econômico e importância cultural entre os séculos XIV e XVI. A partir de 1500, a descoberta do Novo Mundo e a exclusão da cidade das novas vias comerciais, provocaram uma lenta decadência econômica. Após a Guerra dos Trinta Anos Nuremberga tinha sérios problemas financeiros, que perduraram até o começo da industrialização.
Em 1806 com apenas 25 000 habitantes a antiga cidade imperial, outrora uma cidade livre e rica, foi incorporada ao reino da Baviera, provocando uma nova ascensão econômica. Os anos 1920 do século XIX marcam o início da industrialização em Nuremberga. Tanto que em 1835 a primeira linha ferroviária da Alemanha partiu de Nuremberga com destino a cidade vizinha Fürth. Ao sul desde a linha ferroviária desenvolveram-se grandes polos industriais e novas áreas residenciais, de forma que em 1881 a cidade contava 100 000 habitantes. Principalmente as manufaturas para lápis (Faber Castell) e de brinquedos prosperaram, bem como a indústria metalúrgica.
No século XIX expandiram as indústrias dos chocolates e do Lebkuchen, doce pelo qual a cidade até hoje é conhecida. As indústrias em volta do fabrico do Lebkuchen são de grande importância econômica até hoje a nível nacional e internacional, pois exportam seus produtos mundialmente. O termo Nürnberger Lebkuchen é uma denominação de origem protegida desde 1996. Somente três fabricantes localizados na área urbana da cidade podem denominar seus produtos de Lebkuchen do tipo Nuremberga: as empresas ifri-Schuhmann GmbH & Co. kg, Lambertz-Gruppe e Lebkuchen-Schmidt GmbH & Co. kg.
Apesar da enorme destruição da cidade durante a Segunda Guerra Mundial por bombardeamentos, Nuremberga tornou-se novamente um importante centro econômico em meados do século XX, devido a várias indústrias no ramo químico, metalúrgico e mecânico, que se estabeleceram no perímetro urbano.
Com o crescimento da União Europeia em direção ao leste europeu, Nuremberga adquiriu uma posição central, sendo um ótimo gateway para centros financeiros como Varsóvia (Polônia), Praga (República Checa), Viena (Áustria), Budapeste (Hungria) ou Istambul (Turquia). Consequentemente as atividades comerciais com o leste europeu estão em crescimento, tanto que muitas empresas de transporte e de logística estabeleceram-se em Nuremberga favorecendo o localização central.
Hoje em dia Nuremberga é o segundo mais importante centro econômico da Baviera depois de Munique.
Estrutura econômica
Os principais setores industriais de Nuremberga concentram-se nas áreas da engenharia mecânica, tecnologia eletrônica, gráfica, telecomunicação, engenharia biomédica, eletrônica de potência e instrumentos de escrita. A estrutura da economia da cidade é caracterizada por empresas de alta tecnologia, que apresentam uma quota de exportação alta, ou seja, de 40 %.
Desde 1970 Nuremberga está a modificar sua estrutura econômica, que inicialmente era primeiramente industrial. Atualmente a área de maior crescimento é o setor terciário relacionado com a indústria e a produção, tal como consultorias, empresas de planejamento e pesquisa de mercado, como mostra a seguinte tabela:
| Empregados por setor econômico    | Total de empregados | %     |
| --------------------------------- | ------------------- | ----- |
| Agricultura e indústria florestal | 1 247               | 0,5   |
| Indústria, energias, construção   | 66 470              | 26,3  |
| Comércio, transporte, comunicação | 66 372              | 26,3  |
| Serviços, setor público           | 118 338             | 46,9  |
| Total                             | 252 427             | 100,0 |

Várias empresas como Adidas, Bosch, Playmobil ou Puma instalaram suas sedes na região metropolitana de Nuremberga. Nos parques industriais, destacam-se ainda a fábrica de indústria de veículos pesados MAN AG, a empresa Siemens-Schuckert e o grupo farmacêutico Novartis Pharma. Além do mais é um centro para gráficas e impressores, como também encontram-se indústrias tradicionais de lápis e artigos para escritórios, como a Faber-Castell, Lyra e a Staedtler. Também está presente uma das maiores indústrias alimentícias, a Nestlé-Schöller.
No setor de serviços destaca-se a empresa GfK - Gesellschaft für Konsumforschung, o maior instituto de pesquisa de mercado da Alemanha e atualmente o quinto maior mundialmente, fundado em 1934.
A distribuição de empregados por tamanho de empresa é relativamente equilibrada, ou seja, os empregos oferecidos estão divididos de forma equilibrada entre grandes, médias e pequenas empresas:
| Tamanho da empresa                  | %   |
| ----------------------------------- | --- |
| Empresas com 1 a 9 empregados       | 13  |
| Empresas com 10 a 49 empregados     | 18  |
| Empresas com 50 a 249 empregados    | 26  |
| Empresas com mais de 250 empregados | 43  |
| Total                               | 100 |

Feiras

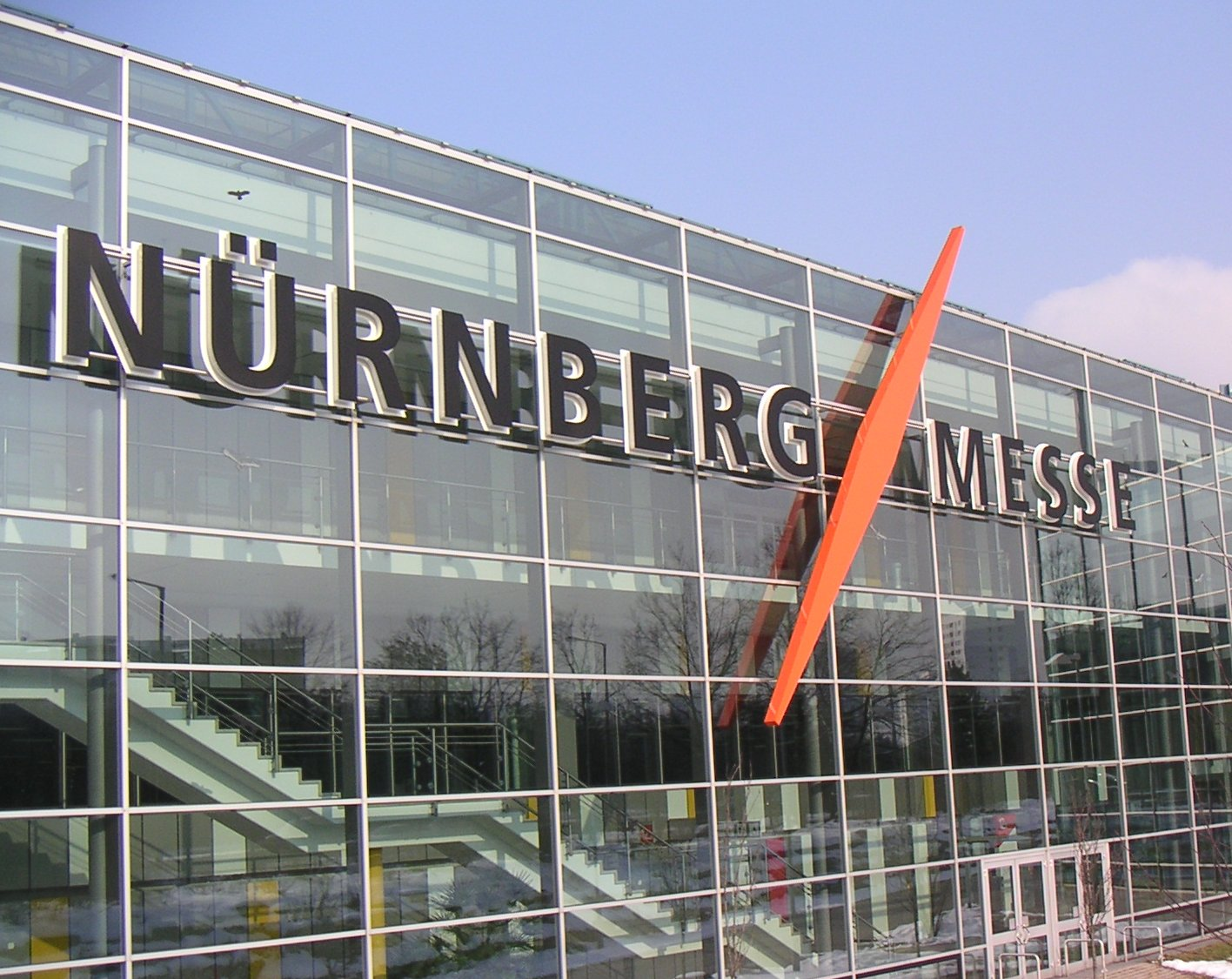
Feira de Nuremberga.

A NürnbergMesse (Feira de Nuremberga), inaugurada em 1974, é um dos 15 de maiores centros para a realização de feiras comerciais mundialmente com aproximadamente 200 000 exibidores, 1,2 milhões de visitas ao ano e com 160 000 m² de área de exposição. Do areal da NürnbergMesse faz parte um centro de convenções, o CongressCenter Nürnberg (CCN).
Várias diferentes feiras realizam-se nos 15 hangares da NürnbergMesse. São mais de 100 eventos ao ano, além de aproximadamente 50 feiras comerciais especializadas, como a Feira dos Consumidores (Consumenta) que recebe aproximadamente 200 000 visitantes por ano.
Como a cidade é conhecida desde a Idade Média pelas suas manufaturas de brinquedos, realiza-se anualmente desde 1950 a Feira dos Brinquedos (Nürnberger Spielwarenmesse), considerada a maior internacionalmente neste ramo.
São principalmente as feiras especializadas que atraem um público internacional, tanto que 70% dos exibidores e 50% dos visitantes vêem de países estrangeiros.
Veja também: «Feira de Nuremberga» (em inglês)
Região metropolitana europeia

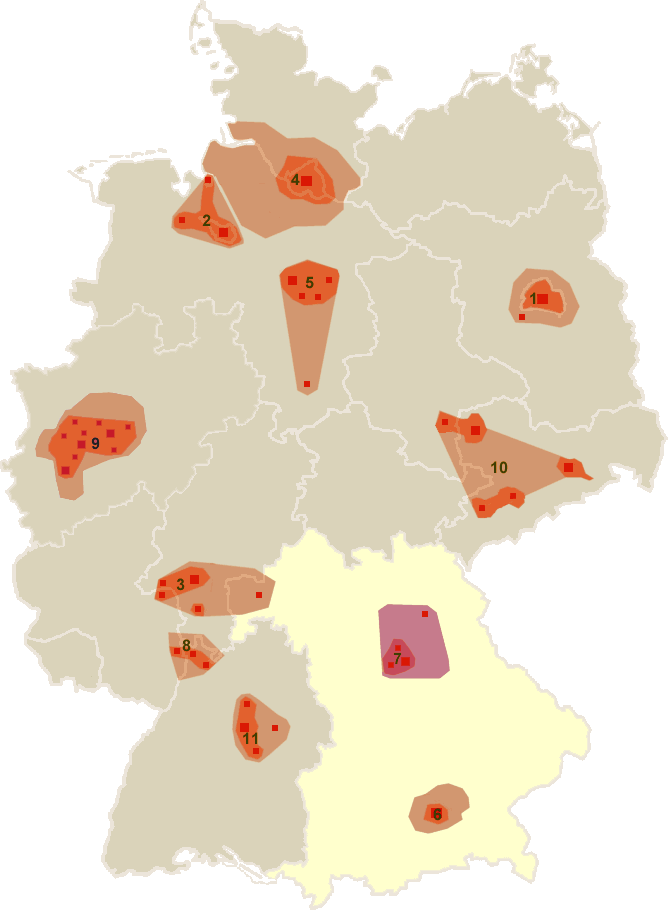
A Região Metropolitana de Nuremberga (nr. 7) no estado de Baviera.

Desde 2005 Nuremberga é o centro de uma das regiões metropolitanas europeias na Alemanha e em conjunto com as cidades ao redor Fürth, Erlangen e Schwabach, é considerada um dos centros econômicos da Europa. A "Região Metropolitana de Nuremberga" abrange 20 distritos e 11 cidades independentes, e com uma área de 19 000 km² tem aproximadamente 3,5 milhões de habitantes.
A região ao norte da Baviera gera com 100 bilhões de Euros (dados de 2003) um dos PIB´s mais elevados da Europa, ou seja, 1,7 milhões da população ativa em mais de 150 000 empresas produzem um PIB per capita médio de 58 000 Euros.
Há uma larga diversidade de pequenas e médias empresas, que atuam nos mais diversos setores industriais. Um quinto destas empresas atuam na área da produção, empregando 40% da população ativa. Um terço desta população é ativa no comércio, nos transportes e na gastronomia. Os restantes 44% atuam no setor de serviços, que tem aproximadamente 1,1 milhões de empregados. Mais de 90% das empresas na região metropolitana têm menos de 50 funcionários.

## Infraestrutura

### Transporte
Trânsito
O centro antigo está dividido em cinco áreas de trânsito, denominadas de "Solução circular" (Schleifenlösung). Caso queira locomover-se de carro de uma área para outra dentro do centro histórico rodeado pela muralha, será forçado a sair do centro por um portão da muralha e direcionar-se a um outro portão que dê acesso a nova área. O limite de velocidade no centro é de 30 km/hora, além do mais é proibido circular de carro na região em volta do castelo imperial durante a noite. Os estacionamentos livres no centro são limitados, normalmente reservados aos moradores da região. Existem, porém, vários estacionamentos públicos e o sistema de estacionamentos de intercâmbio.
Nuremberga localiza-se na junção de várias Autobahn importantes:
- A auto-estrada federal A3 atravessa a Alemanha de sudoeste a noroeste, conectando Viena na Áustria aos Países Baixos.
- A auto-estrada federal A6 decorre a Alemanha de oeste a leste, partindo da França até Praga na República Checa.
- Em direção norte-sul passa a auto-estrada federal A9 conectando Berlim a Munique.

Transporte urbano

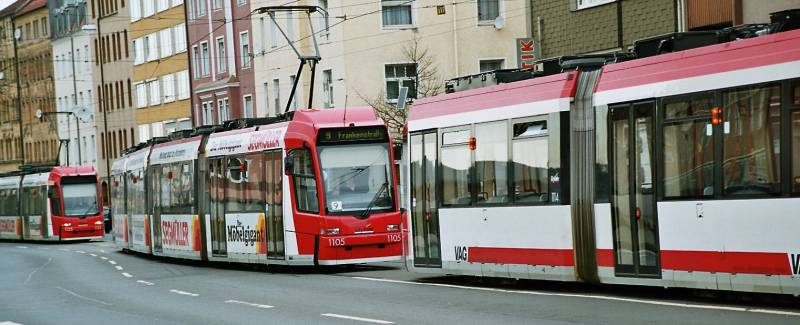
Eléctrico (ou bonde) de Nuremberga.

Responsável pelo transporte público de Nuremberga é a empresa Verkehrs-Aktiengesellschaft Nürnberg (VAG). Em 2006 a VAG transportou 194,79 milhões de pessoas, utilizando eléctricos (bondes), metrô, trens (comboio) interurbanos e autocarro (ônibus). Nuremberga tem no total 1 138,8 km de estradas (dados de 2006).
Nuremberga possui quatro linhas de metrô, seis linhas de eléctricos, além de várias linhas de autocarros. As quatro linhas de metrô (U1, U11, U21 e U3) acessam os mais importantes pontos da cidade, como o aeroporto, a estação ferroviária, o areal das feiras comerciais "NürnbergerMesse", o centro histórico e a cidade satélite Fürth. O ponto central do transporte público é a estação ferroviária central e a praça Plärrer.
Veja também: «Transporte público de Nuremberga» (em inglês)
Ferrovia

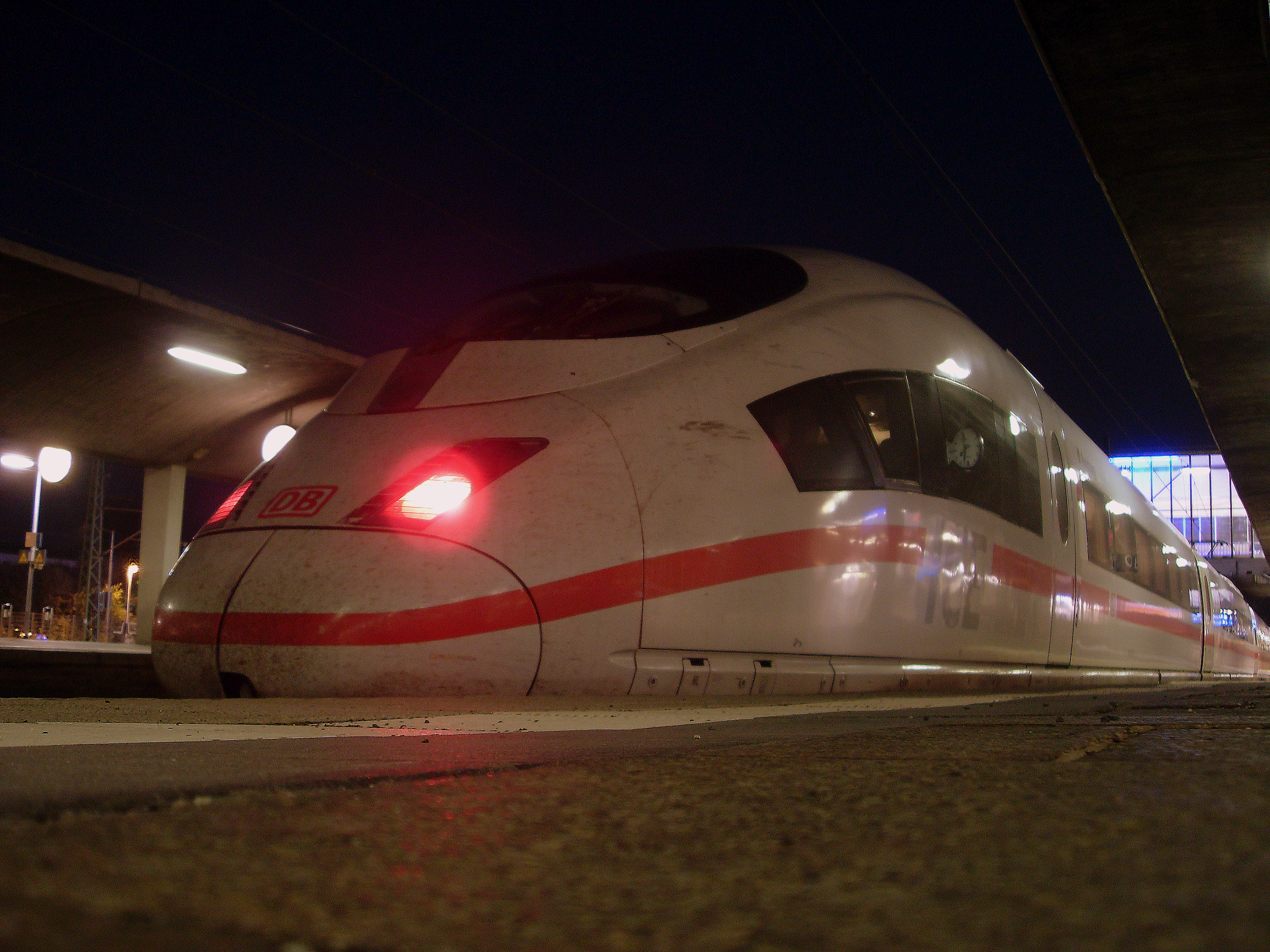
Trem de alta velocidade ICE3.

A estação ferroviária central de Nuremberga localiza-se ao sul do centro histórico e é uma importante estação para trens (comboios) de alta velocidade do tipo ICE (InterCityExpress), IC (InterCity) e EC (EuroCity) utilizados para viagens a longa distância.
De hora em hora passam trens do tipo InterCity em direção às maiores cidades alemãs. O trem ICE3 por exemplo, percorre o trecho Nuremberga — Ingolstadt — Munique a 300 km/hora, reduzindo o tempo de viagem de três horas para até uma hora. Pela estação passa também o trem ICE com conexão direta entre Munique e Berlim. Vários trens do tipo EuroCity (EC) passam pela estação interligando Viena (Áustria) ao Vale do Ruhr, e Praga (República Checa) a Nuremberga.
Junto à estação encontra-se o metrô (linha U2) com conexão direta até o Aeroporto de Nuremberga.
Aeroporto
O aeroporto de Nuremberga (Flughafen Nürnberg) representa o aeroporto internacional para a região da Francônia e é o segundo maior da Baviera, oferecendo mais de 60 voos diretos tanto nacionais como internacionais.
Em 2005 foram transportados 3,8 milhões de passageiros e 80 000 toneladas de mercadorias. O aeroporto emprega aproximadamente 4.050 pessoas.
O aeroporto localiza-se a 7 km ao norte do centro de Nuremberga e pode ser acessado através da linha de metrô U2.
Vias para pedestres e ciclovias
Nuremberga possui aproximadamente 5,7 km de zonas de pedestres no centro antigo. Existem muitos passeios ao longo do rio Pegnitz, bem como ao redor do lago Wörder See.
A locomoção por bicicleta no centro da cidade é bastante limitada, pois é proibido andar de bicicleta nas zonas de pedestres. Somente a noite é permitido usar bicicleta nesta zona. As ciclovias fora do centro são precárias, somente as vias ao longo do rio Pegnitz são bem-organizadas.

### Educação
Nuremberga oferece um sistema educacional completo, baseado no sistema escolar do estado da Baviera. Isto inclui o ensino básico e secundário, escolas profissionalizantes e técnicas, bem como o ensino superior.
Em 1575 foi fundada a "publica et trivialis schola", que se tornaria a universidade da cidade imperial de Nuremberga em 1623. Hoje em dia a Universidade de Erlangen-Nuremberga (Friedrich-Alexander-Universität Erlangen-Nürnberg) é a mais importante instituição de ensino da região. É a segunda maior universidade da Baviera, com 11 faculdades, 265 cadeiras catedráticas e com mais de 10 000 funcionários. Estão imatriculados cerca de 22 000 estudantes (dados de 2007), sendo 16 000 estudantes em Erlangen e 6 000 em Nuremberga.
A Academia de Artes (Akademie der Bildenden Künste) fundada em 1662 por Joachim Nützel von Sündersbühl, Jakob von Sandrart e do arquiteto Elias von Goedeler, é a mais antiga escola de artes no território germanófono. A academia tem atualmente aproximadamente 8.400 alunos, sendo seus tópicos de estudo artes aplicadas e artes livres.
A Universidade de Ciências Aplicadas Georg-Simon-Ohm Nuremberga (Georg-Simon-Ohm-Hochschule Nürnberg) fundada por Johannes Scharrer em 1823, sendo inicialmente a "Escola Politécnica Municipal", é hoje em dia uma das mais antigas escolas técnicas do continente europeu. O físico Georg Simon Ohm foi professor de 1833 a 1848 nesta instituição escolar, que atualmente tem aproximadamente 8 400 estudantes de 91 nações inscritos.
Ainda devem ser mencionadas a Universidade Protestante de Nuremberga (Evangelische Fachhochschule Nürnberg) com aproximadamente 850 estudantes e a Academia de Música Nuremberga-Augsburgo (Hochschule für Musik Nürnberg-Augsburg) com aproximadamente 530 estudantes. Há também instituições escolares privadas a nível superior, como a ibs International Business School e a Universidade de Ciências Aplicadas para Economia e Management (Fachhochschule für Oekonomie & Management).

## Cultura e turismo

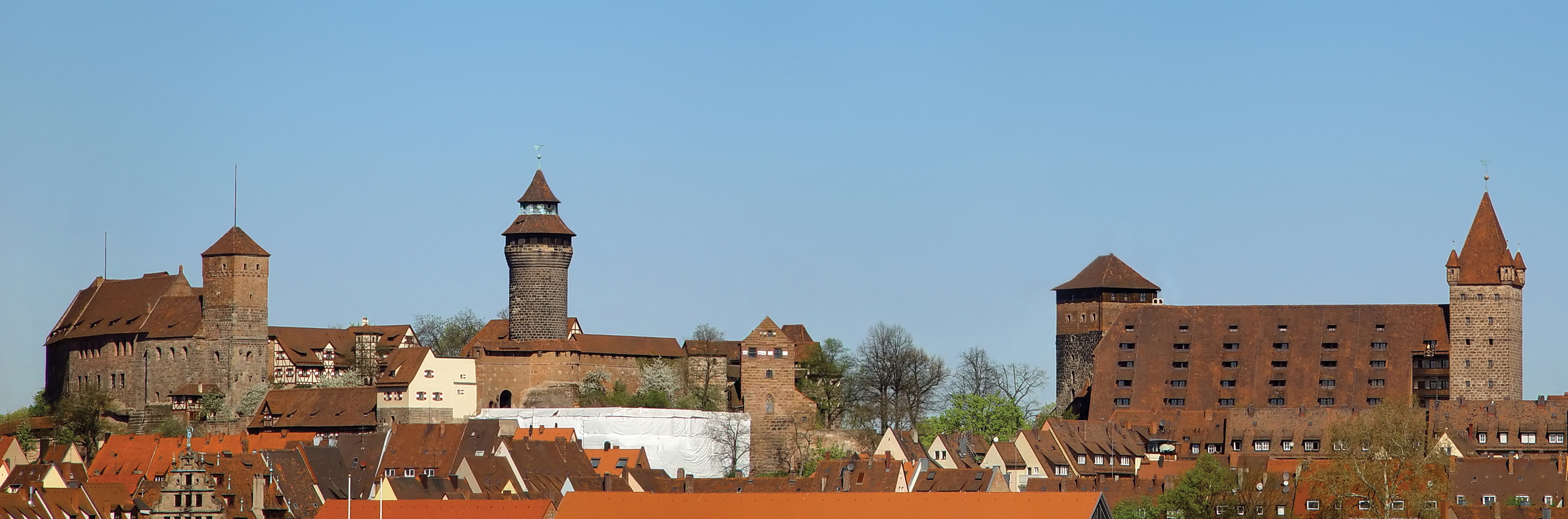
Panorama do castelo imperial.

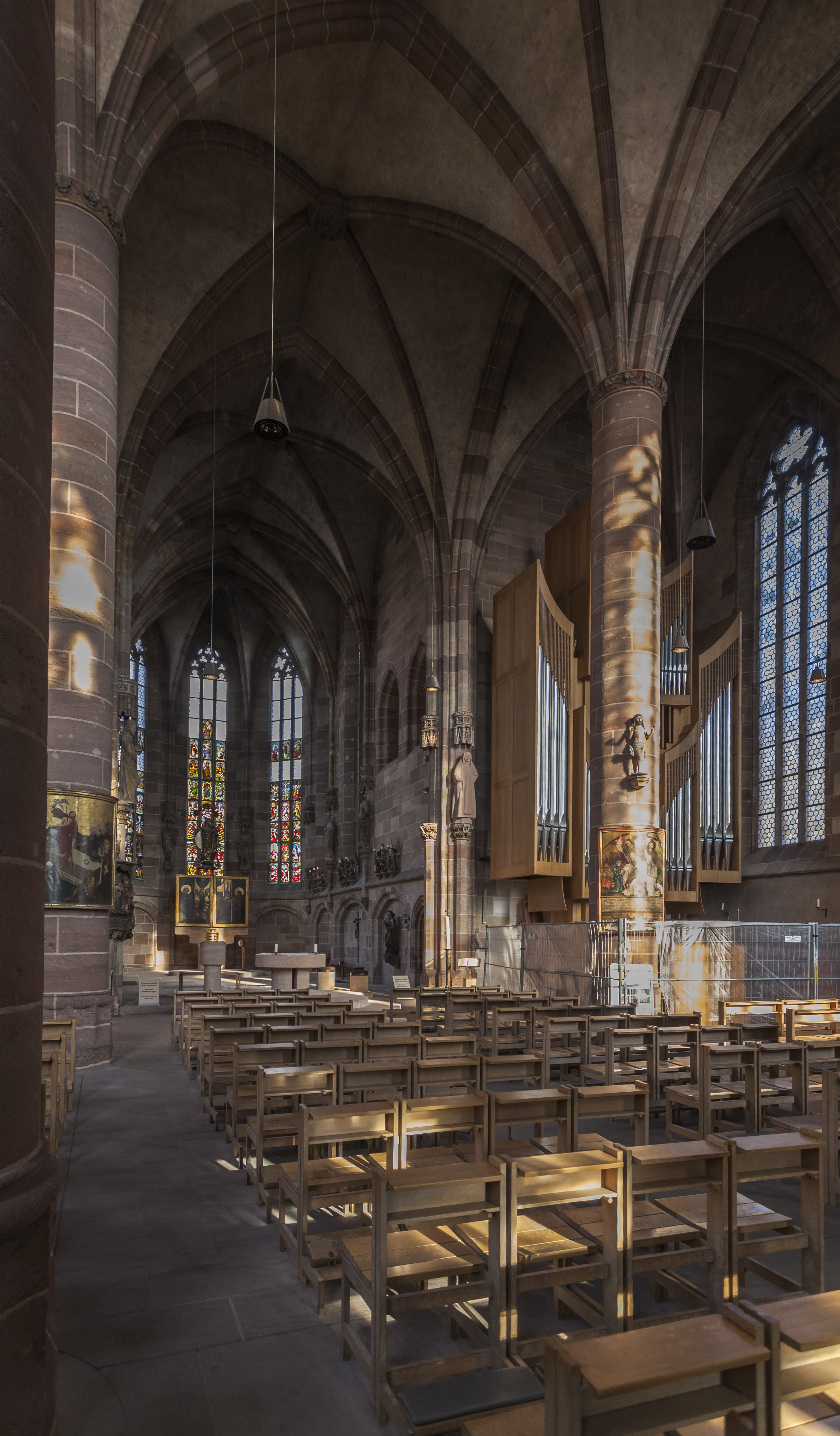
Igreja de Nossa Senhora.

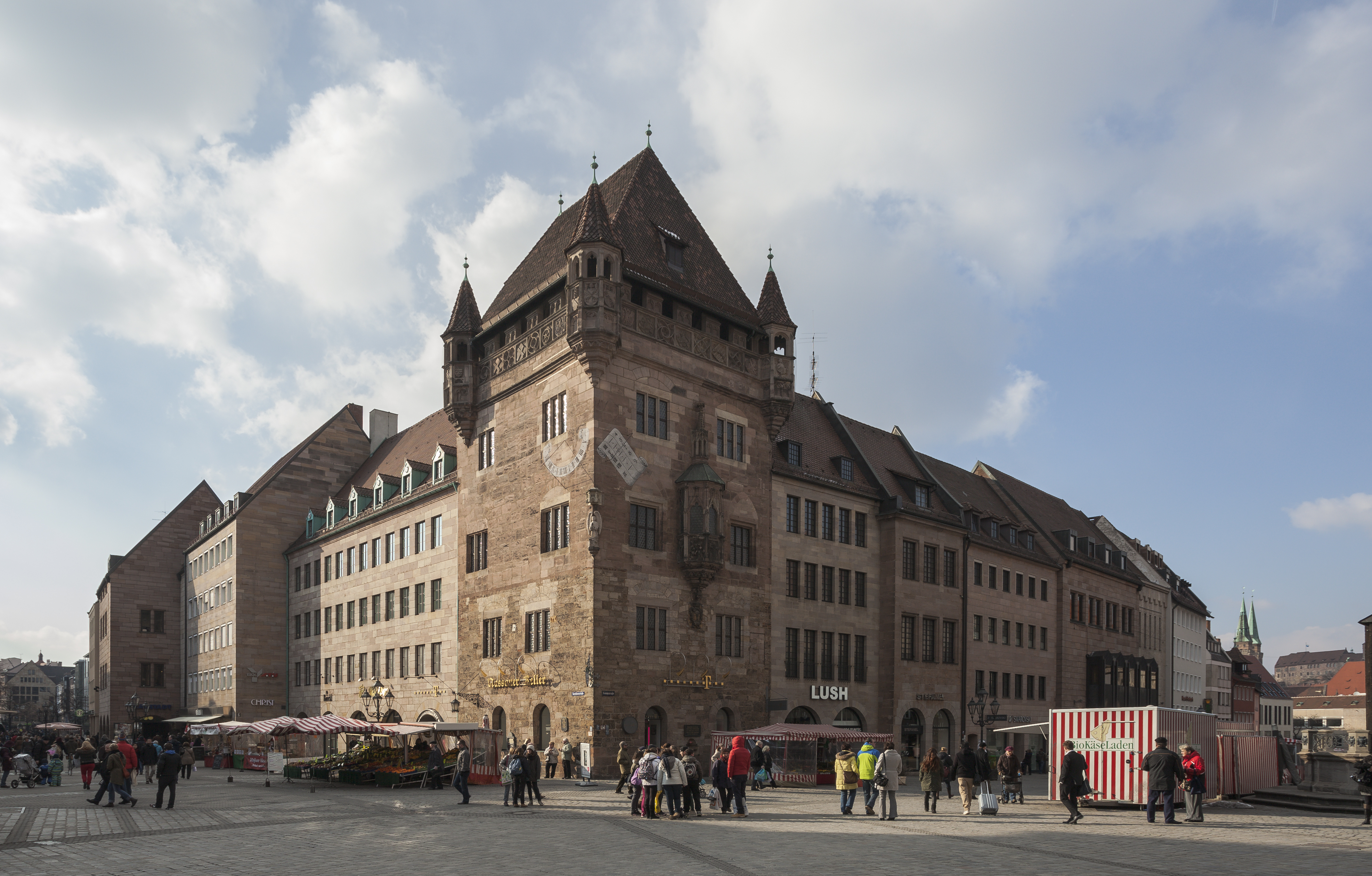
Casa Nassauer.

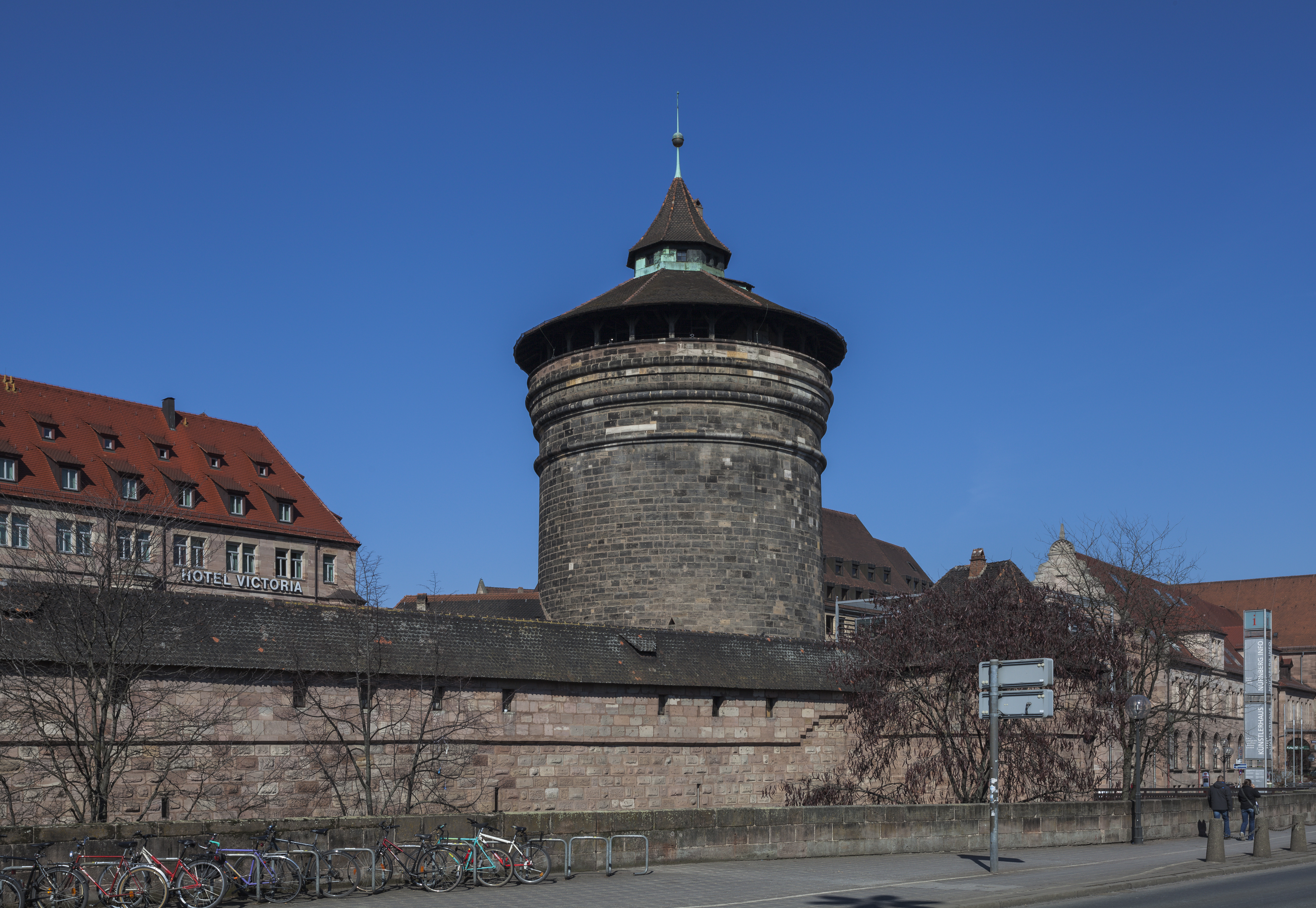
Muralhas da cidade.

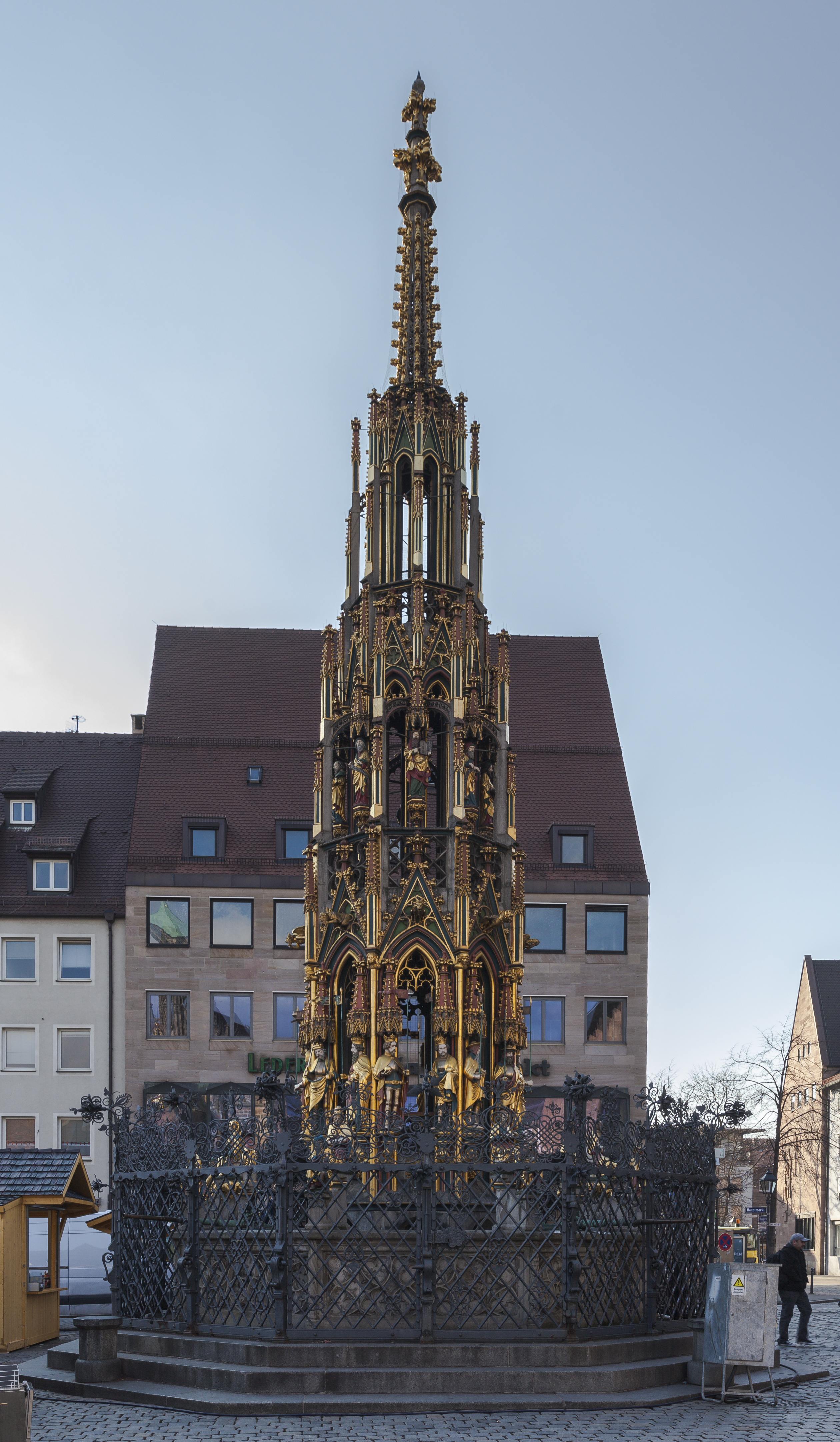
Bela Fonte (Schöner Brunnen).

Atualmente é difícil imaginar, que Nuremberga no final da Segunda Guerra Mundial em 1945, não passava de um amontoado de escombros. Após meio século, a cidade é considerada um dos melhores exemplos de reconstrução do pós-guerra em toda Alemanha. Hoje em dia a antiga cidade imperial é sinônimo para a feira Christkindlesmarkt (Feira natalina Menino Jesus), para o doce Lebkuchen, bem como para as salsichas nurembergenses (Nürnberger Rostbratwurst).
A cidade também é conhecida pelo Castelo Imperial, seus vários museus, entre eles o Museu Nacional Germânico, as coleções de arte, teatros e suas orquestras, bem como pelo seu passado recente da Alemanha nazista.
Centro histórico
O centro histórico é dividido em dois bairros: ao norte Sebalder Altstadt e ao sul Lorenzer Altstadt, ambos rodeados pela antiga muralha de defesa. O bairro Sebalder Altstadt localizando-se na parte de baixo do castelo imperial, é considerado área nobre, onde já na Idade Média viviam os patrícios nas suas casas imponentes e onde a antiga prefeitura municipal foi construída. Já o bairro Lorenzer Altstadt sempre foi considerado mais modesto. Atualmente a zona é ocupada predominantemente por lojas e escritórios com poucas moradias.

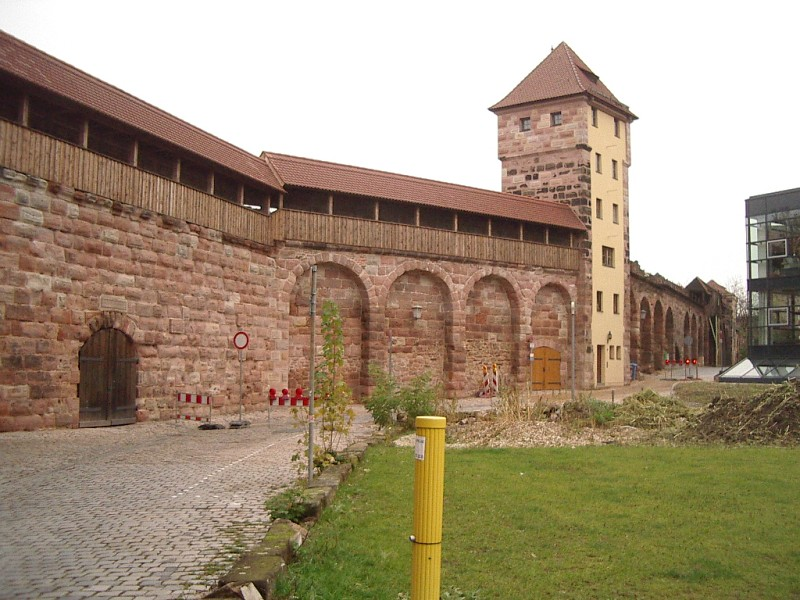
Parte da muralha defensiva com o portão Maxtor.

O centro antigo é predominado pelo símbolo oficial da cidade, o Castelo Imperial (Kaiserburg), rodeado pela muralha medieval com aproximadamente 80 torres de defesa.
Inicialmente a antiga muralha de defesa tinha uma extensão de 5 km e possuía cinco portões (Laufertor, Spittlertor, Frauentor, Neutor, Tiergärtnertor). Entre os séculos XIII e XVI a muralha foi constantemente ampliada, fato que impediu a tomada da cidade por inimigos durante os seguintes séculos. Atualmente 4 km da muralha ainda estão preservados. O antigo fosso diante do muro nunca foi cheio com água, sendo 2 km transformados em uma área verde hoje em dia.

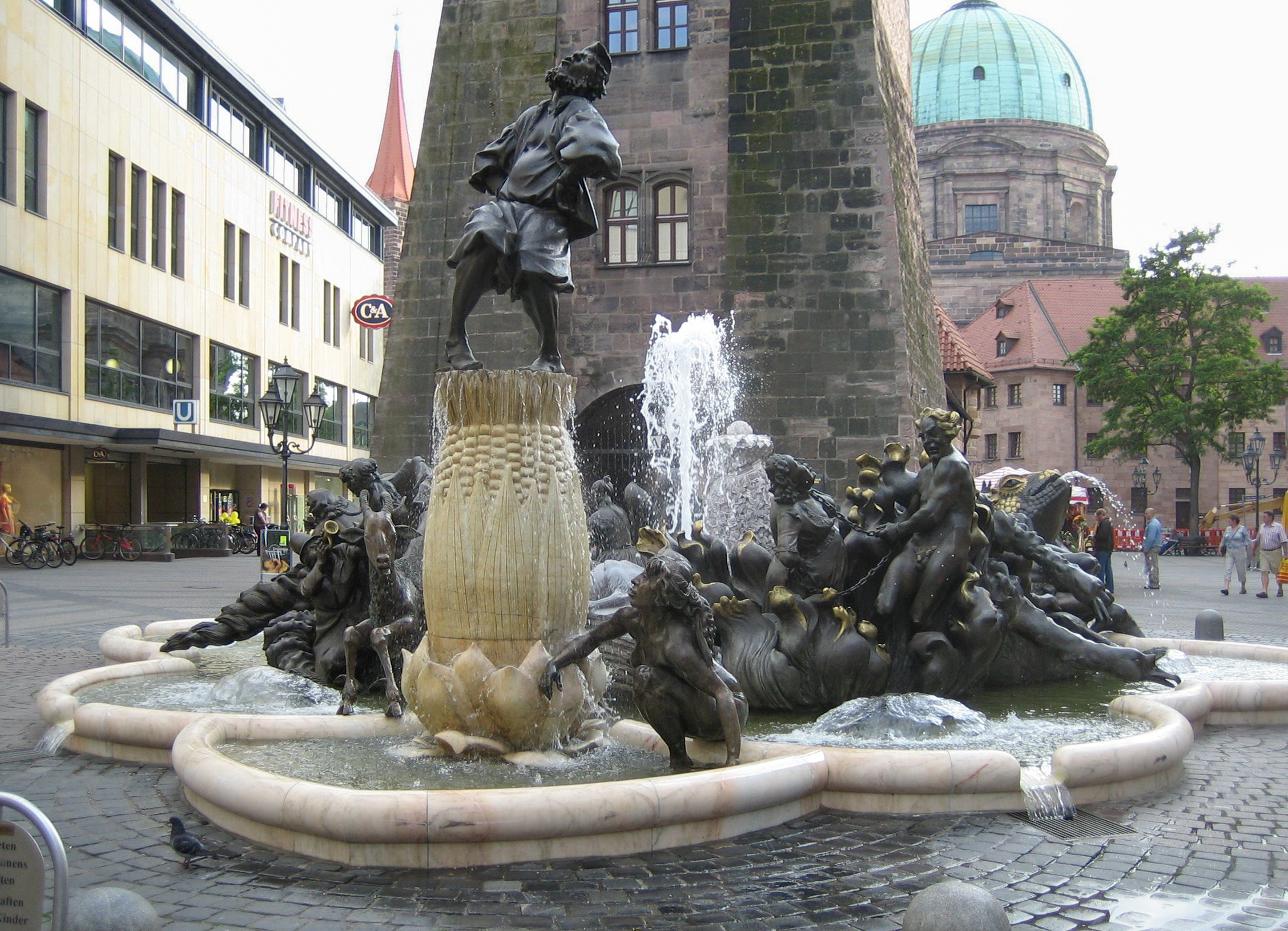
Chafariz Carrocel do Matrimônio.

No centro histórico encontram-se várias construções notáveis como por exemplo o "Belo Chafariz" (Schöner Brunnen), construído entre 1385 e 1396 por Heinrich Beheim. Com seus 19 metros de altura, relembra no seu formato uma torre de igreja em estilo gótico.
Uma obra arquitetônica mais recente é o Chafariz "Carrocel do Matrimônio" (Ehekarussell), construído pelo professor Jürgen Weber em 1984 com figuras feitas de bronze e a base de mármore. O chafariz é dividido em seis partes, cada qual mostrando as várias fases da vida matrimonial; do primeiro amor, à primeira briga até a morte. Na época da sua construção o chafariz originou controvérsias entre a população, não só por exceder o orçamento, mas também pela vulgaridade de algumas figuras. Hoje é considerado o maior chafariz de figuras na Europa do século XX.
Museus

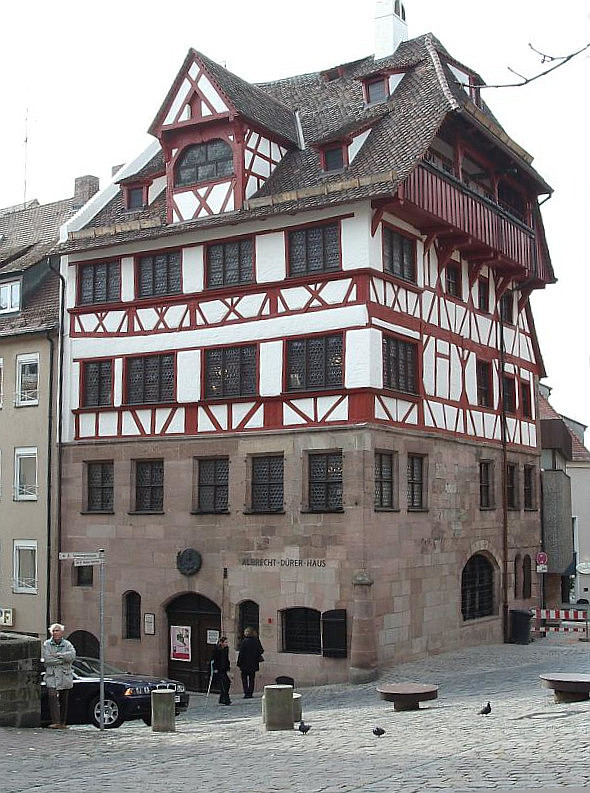
Residência de Albrecht Dürer.

A cidade oferece com mais de 35 museus uma enorme variedade de exposições e uma das maiores densidades de museus da Alemanha.
O mais notório museu de Nuremberga é o Museu Nacional Germânico (Germanisches Nationalmuseum), fundado em 1852 pelo Barão Hans von und zu Aufsess, sendo o maior e mais importante museu de arte e cultura da Alemanha. O museu possui uma vasta coleção da cultura e da arte germânica da pré-história até os tempos modernos, com aproximadamente 1,2 milhão de objetos no seu acervo. Podem ser apreciadas pinturas de Albrecht Dürer, instrumentos científicos da Idade Média, instrumentos musicais históricos, além do escritório original dos irmãos Grimm. Do museu também fazem parte um arquivo com escrituras e documentos originais da história alemã e europeia.
Sendo a cidade natal de Albrecht Dürer, podem ser vistas exposições e informações sobre sua vida na antiga residência do artista (Albrecht-Dürer-Haus). A casa foi construída por volta de 1420 no estilo típico da época, com uma base formada por arenito e os andares restantes feitos em enxaimel.
Há ainda o Museu dos Brinquedos (Spielzeugmuseum), relembrando a forte tradição da cidade na manufatura dos brinquedos e o Museu dos Transportes (Verkehrsmuseum Nürnberg), um museu com trens históricos nas suas exposições, já que a primeira linha ferroviária da Alemanha partiu de Nuremberga até Fürth em 1835.
De relevância são o Museu Novo (Neues Museum), um museu nacional de arte e desenho, o Museu Municipal (Fembohaus) e  o Museu da Cultura Industrial (Museum Industriekultur).
Construções da Alemanha nazista

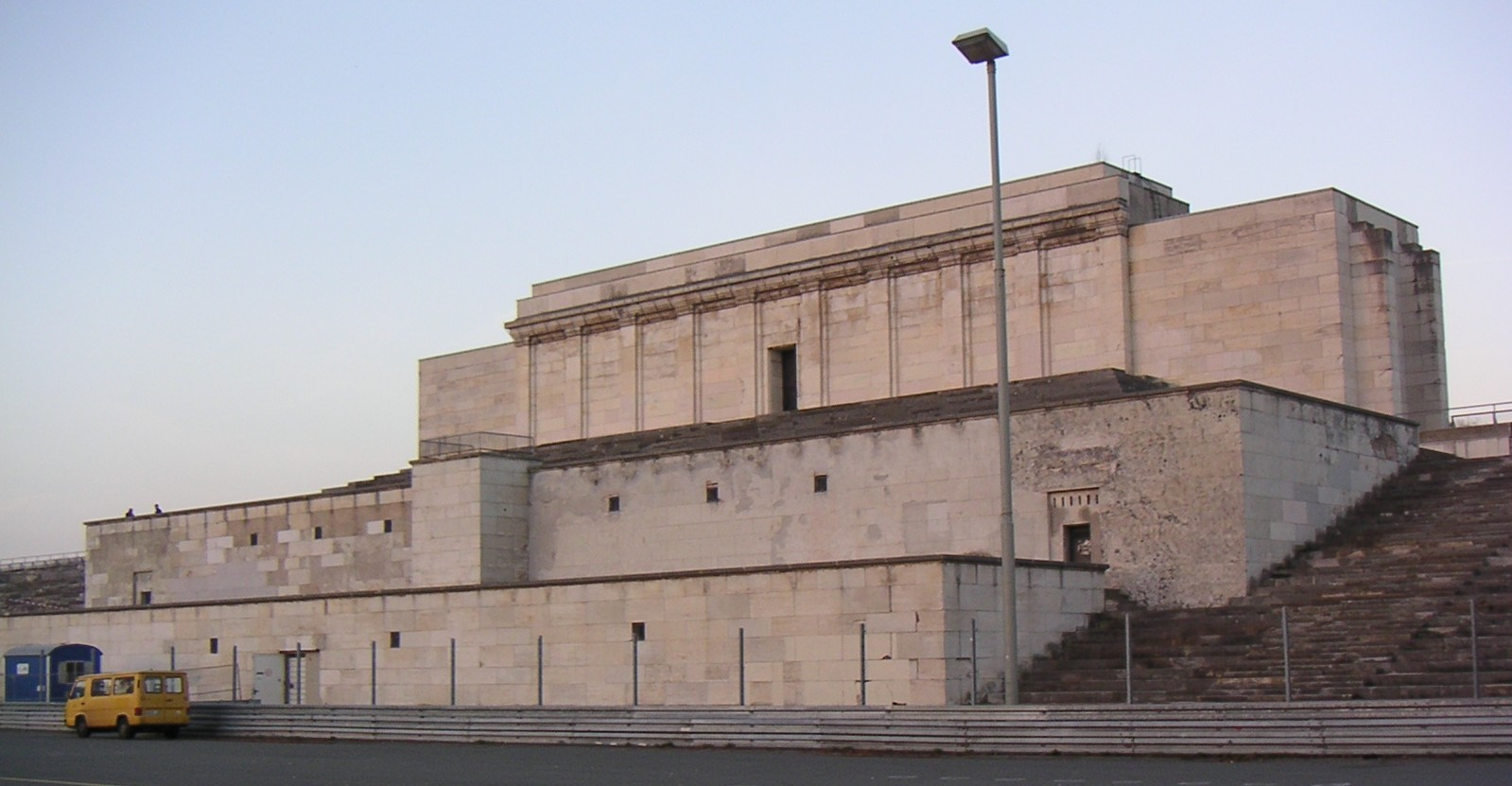
Tribuna do Campo Zepellin.

- Centro de documentação no complexo do Congresso do Partido Nacionalista (Dokumentationszentrum Reichsparteitagsgelände) (veja capítulo 3.5).
- Áreas de desfile do partido nazista (Reichsparteitagsgelände) e o Campo Zepellin, construído especialmente para marchas pomposas do partido nazi
- Sala nº 600 no Tribunal da Justiça, onde foram realizados os processos da Corte Penal Internacional para o julgamento dos nazistas de alto escalão a partir de novembro de 1945 (veja capítulo 2.4.1).[18]

Existiam planos arquitetônicos gigantescos para a construção de uma réplica do Coliseu de Roma, duas vezes maior que o original, destinado a servir como sede do Congresso do partido nazi.
Igrejas

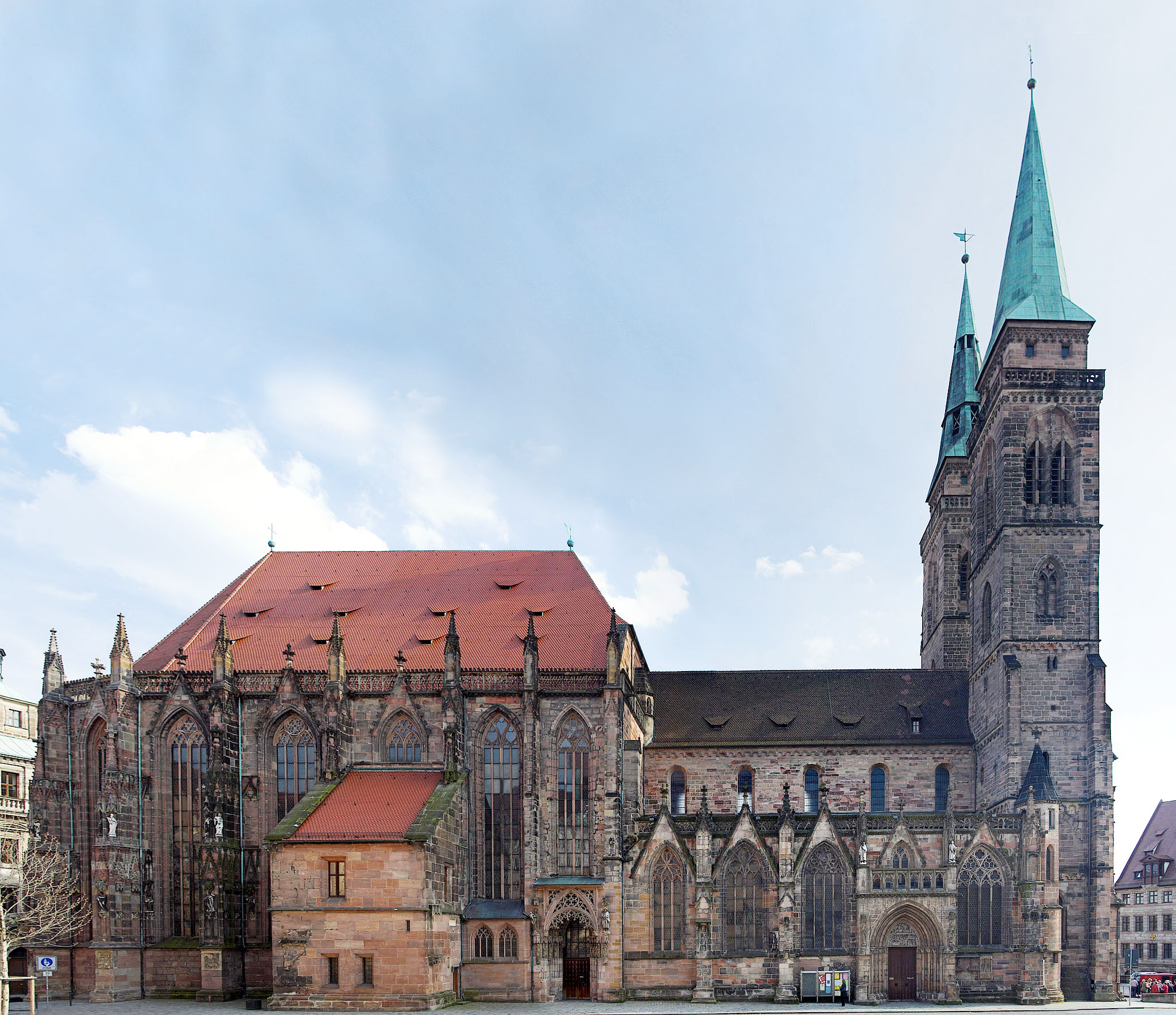
Igreja São Sebaldo.

As duas igrejas mais importantes de Nuremberga, ambas localizadas no centro, são a Igreja São Sebaldo (St. Sebald Kirche) e a Igreja de São Lorenzo (Lorenzkirche). A Igreja São Sebaldo foi construída entre 1230 e 1274 em estilo gótico, contém a sepultura de São Sebaldo mostrando cenas da vida do santo, obra feita por Peter Vischer o Velho e a crucificação  feita por Veit Stoß. A Igreja de São Lorenzo (1260-1477), em estilo gótico, possui um tabernáculo feito pelo escultor Adam Kraft e a anunciação feita por Veit Stoß.
A Igreja de Nossa Senhora (Frauenkirche) localiza-se no centro na praça Principal (Hauptmarkt) e foi reconstruída após sua destruição na Segunda Guerra Mundial. A igreja foi inicialmente construída às ordens de Carlos IV de 1352 a 1358 no lugar de uma antiga sinagoga. Hoje em dia a igreja é famosa pelo seu relógio com figuras mecânicas (Männleinlaufen).
Festas tradicionais e culturais

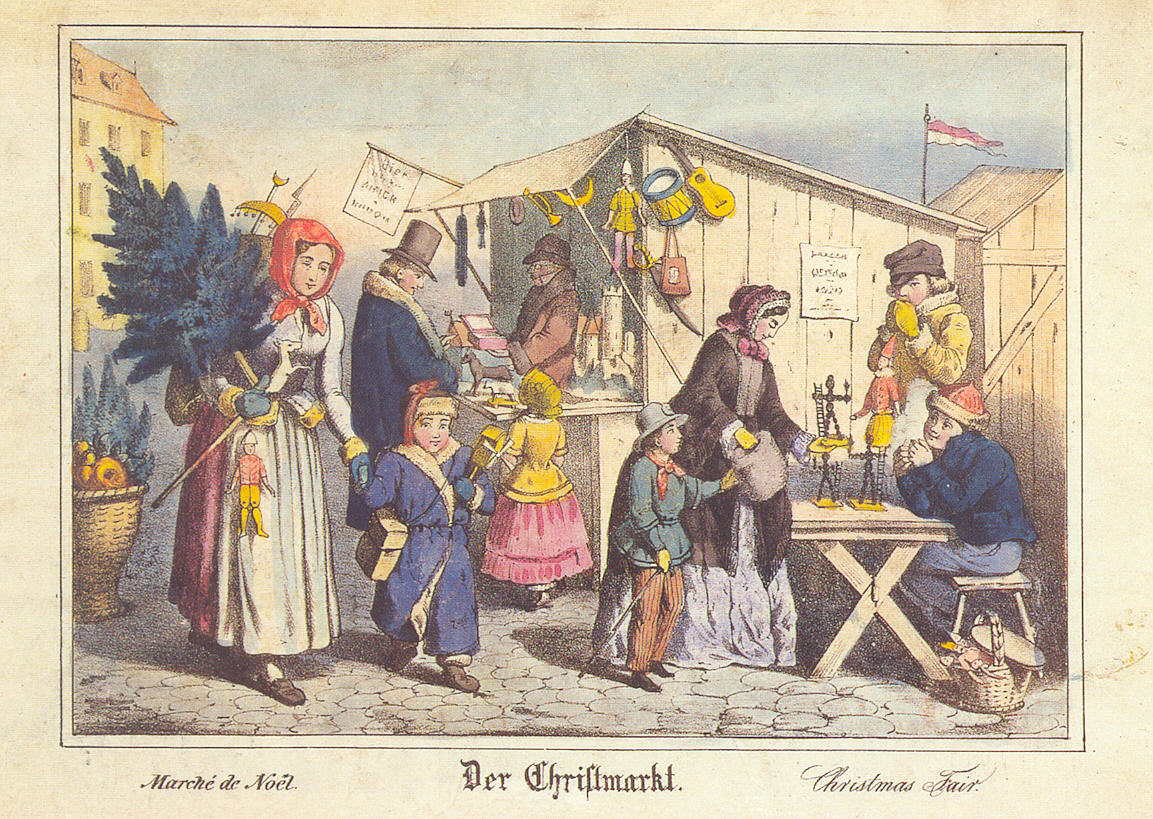
Feira natalina em Nuremberga (litografia do século XIX).

A mais famosa festa popular de Nuremberga é a Feira natalina Menino Jesus (Christkindlesmarkt), realizada anualmente durante o mês de dezembro com aproximadamente 180 vendedores e suas barraquinhas feitas de madeira. A feira é considerada a mais antiga feira natalina na Alemanha e é conhecida internacionalmente. A feira inicia sempre numa sexta-feira que antecede o primeiro advento e termina no dia 24 de dezembro. Não se sabe ao certo, quando a feira realizou-se pela primeira vez. A única prova de que a feira existe desde o século XVII é uma caixa de madeira com uma inscrição da feira natalina de 1628, exposta no Museu Nacional Germânico.
Veja também: «Site oficial da Feira natalina de Nuremberga» (em inglês e espanhol)

O castelo imperial iluminado durante o Festival Noite Azul.

Existem vários festivais musicais realizados anualmente, como a Noite Azul (Blaue Nacht), uma noite festiva dedicada à cultura, realizada desde 2000, sempre em meados de maio. Os museus abrem suas portas durante a noite e espalhados pelo centro da cidade, realizam-se vários projetos culturais, performances e eventos.
O Encontro Internacional de Músicos Bardos (Bardentreffen), é realizado desde 1976 anualmente no final de julho. Mais de 50 bandas e intérpretes nacionais e internacionais dos mais variados estilos apresentam-se gratuitamente nos sete balcos construídos no centro histórico. Paralelamente muitos músicos independentes, os quais não fazem parte do programa oficial, apresentam-se nas ruelas do centro.
No final de julho e/ou começo de agosto é realizado o Open Air Clássico, um open-air dedicado à música clássica. As duas grandes orquestras de Nuremberga, a Nürnberger Philharmoniker e a Nürnberger Symphoniker apresentam-se no parque público Luitpoldhain. O open-air recebe anualmente aproximadamente 100 000 visitantes.
Uma vez por ano realiza-se a Semana Internacional do Órgão (Internationale Orgelwoche Nürnberg).
Rotas turísticas
- Trilha Albrecht Dürer (Dürer-Weg), rota de passeio através da cidade visitando locais históricos da vida do famoso gravador e pintor Albrecht Dürer. Mediante uma taxa é possível alugar um minicomputador portátil audiovisual, que acompanha o visitante no seu caminho pelo centro histórico.
- Milha histórica (Historische Meile), é um trajeto com 35 pontos de interesse pelo centro histórico. Trata-se de um caminho sinalizado, passando pelas atrações turísticas e culturais mais importantes.[25]
- A sociedade "História para todos" (Verein Geschichte für alle) oferece mais de 20 roteiros históricos pela cidade todos acompanhados por um guia. Também a Central de Turismo oferece guias turísticos diariamente.
- Rota turística do brinquedo (Deutsche Spielzeugstraße), interligando cidades e vilarejos relacionados com a fabricação de brinquedos. A rota parte de Nuremberga na Francônia e segue em direção norte até a Turíngia.

Cinemas, teatros e orquestras

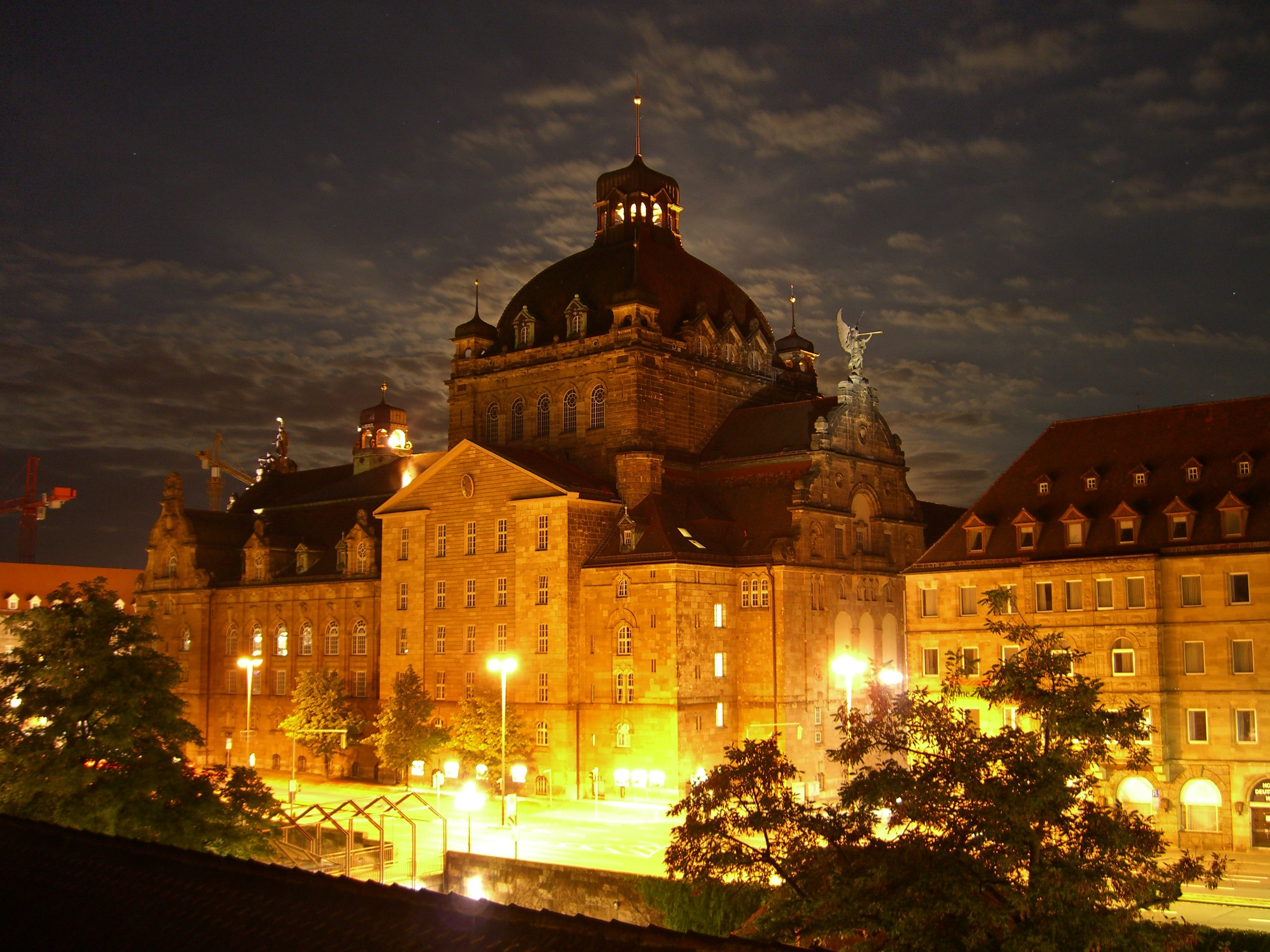
Teatro Nacional de Nuremberga.

Existem vários cinemas pequenos, além de verdadeiros palácios cinematográficos espalhados pela cidade. O mais notório complexo de cinema é a chamada "Cinecittà" com 17 salas localizado no centro histórico.
O Teatro Nacional de Nuremberga (Staatstheater Nürnberg) foi construído em 1905 no estilo da arte moderna pelo arquiteto Heinrich Seeling. Nos balcos são apresentados tanto óperas, operetas, musicais, como também concertos para crianças. A Orquestra Filarmônica de Nuremberga (Nürnberger Philharmoniker) é a orquestra oficial do teatro. Há ainda os Sinfónicos de Nuremberga (Nürnberger Symphoniker), orquestra que ganhou fama internacional, quando ganhou o GRAMMY Awards em fevereiro de 1993 pela melhor composição musical do filme Beauty and the Beast.
Veja também: «Orquestra Filarmônica de Nuremberga» (em alemão)
Culinária

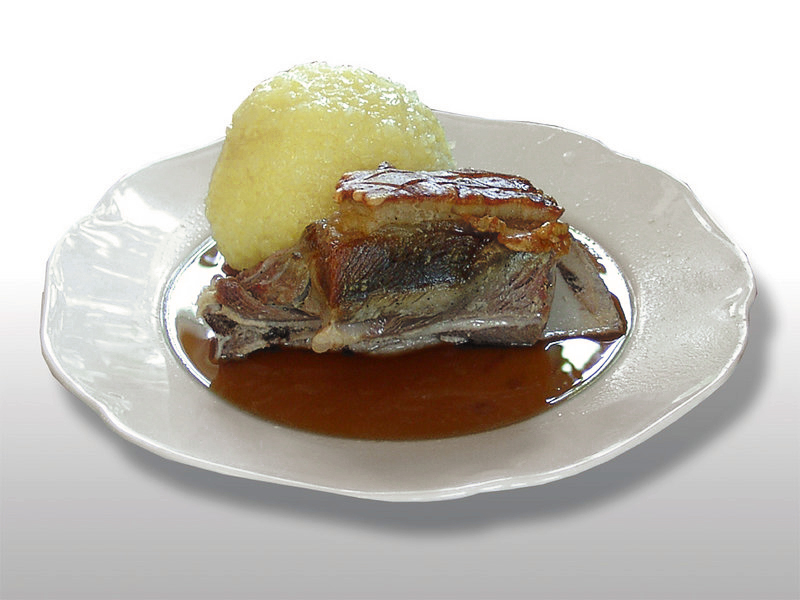
Schäuferla - ombro de porco assado à pururuca com Knödel.

A cozinha típica de Nuremberga baseia-se na cultura da região histórica Francônia, sendo seus exemplos mais conhecidos, e não só a nível nacional, o doce natalino Lebkuchen nurembergense (Nürnberger Lebkuchen) e as salsichas grelhadas a modo nurembergense (Nürnberger Rostbratwurst). Tanto Nürnberger Lebkuchen como Nürnberger Rostbratwurst são denominações de origem protegida na Comunidade Europeia.
Outros pratos típicos são o chamado Schäuferla, tratando-se de um ombro de porco assado à pururuca, além da Aischgründer Karpfen ou seja, carpa do vale Aischgrund.
Nuremberga faz parte da região denominada Bierfranken ou seja, Francônia cervejeira, que com mais de 300 cervejarias tem a maior densidade de cervejarias por número de habitantes do mundo. Em inúmeros Biergarten (Jardins de cerveja) espalhados pela cidade, são apreciados as típicas cervejas francônias acompanhadas por uma Pretzel.
Esporte

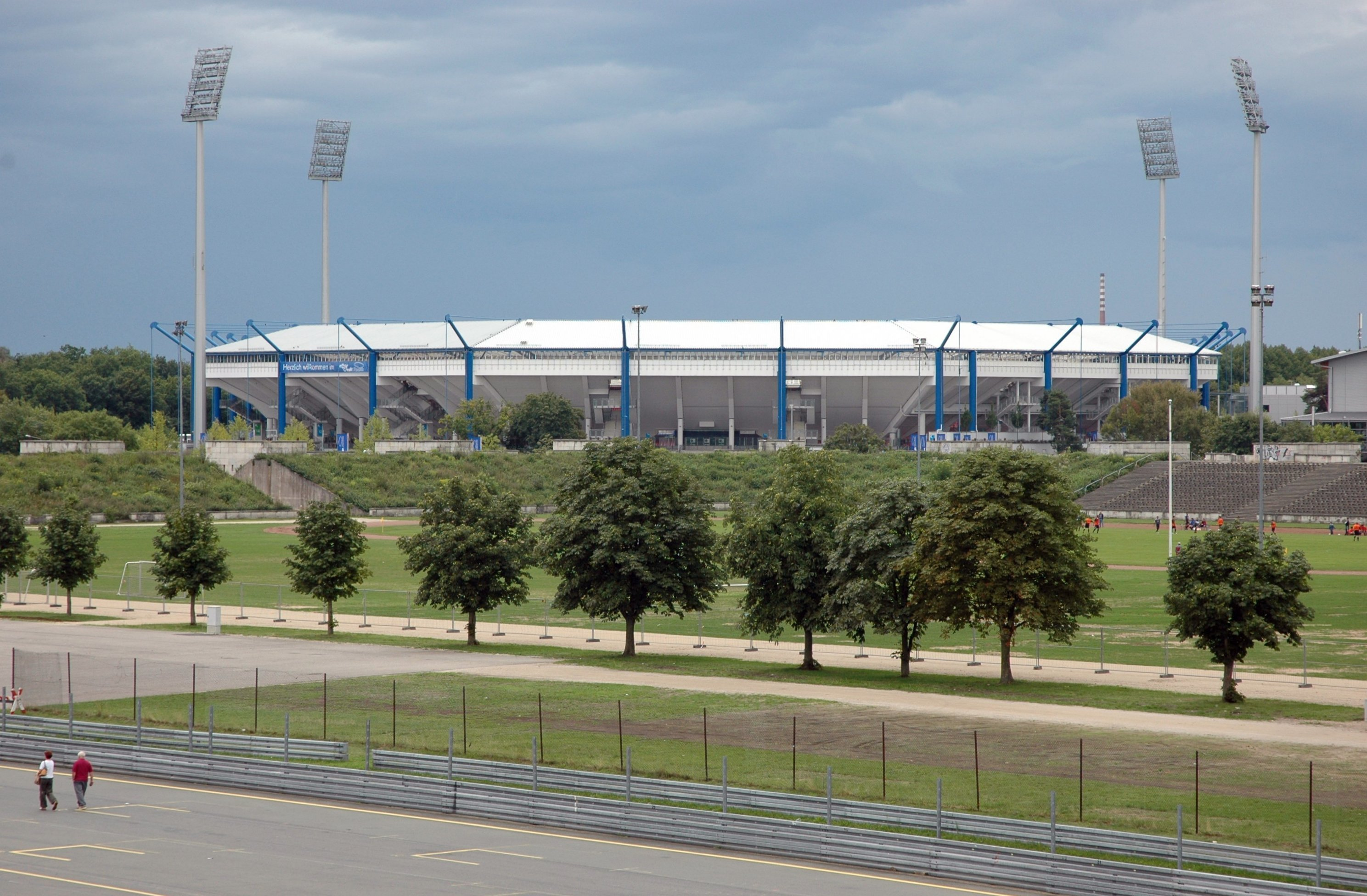
Frankenstadion.

Nuremberga é a sede do clube de futebol 1. FC Nürnberg que atua no Campeonato Alemão de Futebol. O clube de futebol conquistou nove vezes o campeonato alemão e três vezes a Copa da Alemanha. O estádio Frankenstadion foi um dos estádios utilizados na Copa das Confederações 2005 e na Copa do Mundo de 2006.
Acontecimentos esportivos importantes são o International ADAC Norisring Speedweekend, uma corrida de carro de alta velocidade realizada anualmente em meados de julho e a competição internacional de ciclismo "Em volta do centro antigo" (Rund um die Nürnberger Altstadt).
Cidadãos famosos

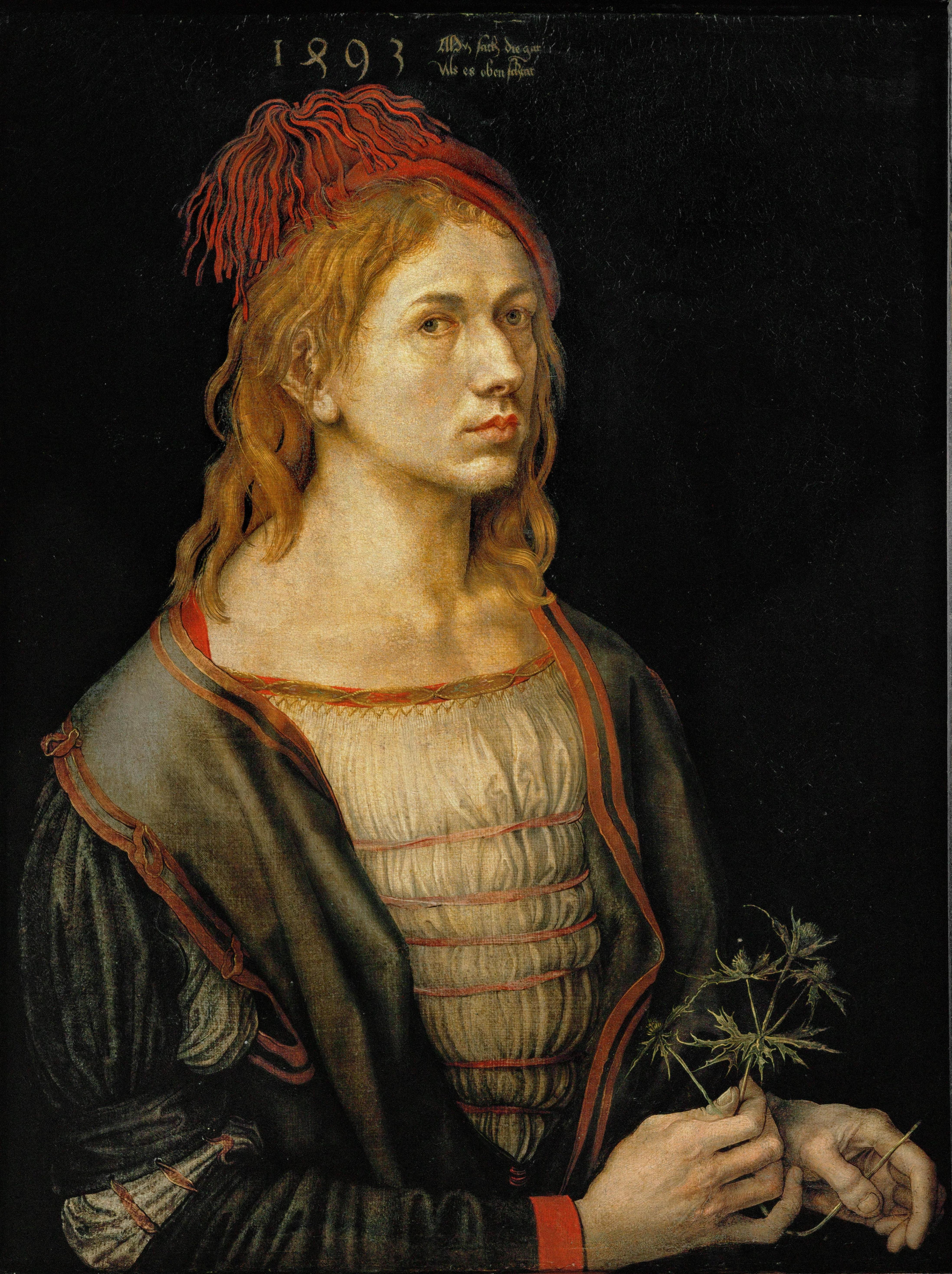
Albrecht Dürer de 1493.

Alguns dos mais famosos habitantes de Nuremberga foram:
- Michael Wolgemut (1434 — 1519), pintor e impressor;
- Hieronymus Münzer (1437 — 1508), médico e humanista;
- Anton Koberger (1440 — 1513), tipógrafo, editor e livreiro;
- Hartmann Schedel (1440 — 1514), cartógrafo;
- Veit Stoß (1447 — 1533), escultor em madeira;
- Adam Kraft (1455 — 1508), escultor;
- Peter Vischer o Velho (1455 — 1529), escultor;
- Martin Behaim (1459 — 1507), geógrafo, astrónomo e explorador;
- Albrecht Dürer (1471 — 1528), gravador, pintor e ilustrador;
- Peter Henlein (1485 — 1542), inventor do relógio de bolso;
- Hans Sachs (1494 — 1576), poeta e dramaturgo;
- Barthel Beham (1502 — 1540), gravador, miniaturista e pintor;
- Lothar von Faber (1817 — 1896), industrial, herdeiro da empresa Faber-Castell;
- Wilhelm Ludwig Geiger (1856 — 1943), orientalista;
- Helmut Jahn (1940), arquiteto.

## Literatura
- Arquivo da cidade de Nuremberga (em alemão). Disponível em: https://web.archive.org/web/20110719070026/http://online-service.nuernberg.de/stadtarchiv/dok_start.fau?prj=biblio&dm=Stadtlexikon. Acesso em 21. de junho de 2007
- Der Kultur- und Bildungsserver für den Großraum Nürnberg (banco de dados em alemão). Disponível em: https://web.archive.org/web/20080223235242/http://www2.kubiss.de/stichwoerter.php. Acesso em 17 de março de 2008
- Enciclopédia católica New Advent (em inglês). Disponível em: http://www.newadvent.org/cathen/11168a.htm. Acesso em 23 de junho de 2007
- Nestmeyer, Ralf. Franken. Erlangen: Michael-Müller-Verlag, 2007, ISBN 3-89953-209-0
- Museum A to Z (em inglês). Disponível em: http://www.nuernberg.de/internet/portal_e/kultur/museum_az.html. Acesso em 2 de fevereiro de 2008
- Museum Nuremberg (em inglês). Disponível em: https://web.archive.org/web/20080119214033/http://www.museen.nuernberg.de/english/english/index_e.html. Acesso em 2 de fevereiro de 2008
- Nestmeyer, Ralf. Nürnberg, Fürth, Erlangen. Ein Reisehandbuch. Erlangen: Michael-Müller-Verlag, 2006, ISBN 3-89953-318-6
- World Facts Index, Nuremberg (em inglês). Disponível em: http://worldfacts.us/Germany-Nuremberg.htm. Acesso em 2 de fevereiro de 2008